# Ligas Departamentales de Fútbol del Perú
Las Ligas Departamentales de Fútbol del Perú forman parte del cuarto nivel del torneo de ascenso Copa Perú llamada etapa departamental, debajo de la Liga 1, Liga 2 y Liga 3. Agrupa a los mejores equipos provenientes de los torneos provinciales en cada departamento del Perú.

## Formato
Después de la disputa de las etapas Distrital y Provincial, de esta última clasifican dos equipos por cada provincia para jugar la Etapa Departamental organizada por la Liga Departamental correspondiente. El campeón y subcampeón de cada Etapa Departamental clasifica a la Etapa Nacional, sumando 50 equipos finalistas.

## Ligas Departamentales de Fútbol asociadas

### Liga Departamental de Fútbol de Amazonas
Ligas Provinciales de Fútbol asociadas:
- Liga Provincial de Fútbol de Bagua
- Liga Provincial de Fútbol de Bongará
- Liga Provincial de Fútbol de Chachapoyas
- Liga Provincial de Fútbol de Condorcanqui
- Liga Provincial de Fútbol de Luya
- Liga Provincial de Fútbol de Rodríguez de Mendoza
- Liga Provincial de Fútbol de Utcubamba

### Liga Departamental de Fútbol de Áncash
Ligas Provinciales de Fútbol asociadas:
- Liga Provincial de Fútbol de Aija
- Liga Provincial de Fútbol de Antonio Raimondi
- Liga Provincial de Fútbol de Asunción
- Liga Provincial de Fútbol de Bolognesi
- Liga Provincial de Fútbol de Carhuaz
- Liga Provincial de Fútbol de Carlos Fermín Fitzcarrald
- Liga Provincial de Fútbol de Casma
- Liga Provincial de Fútbol de Corongo
- Liga Provincial de Fútbol de Huaraz
- Liga Provincial de Fútbol de Huari
- Liga Provincial de Fútbol de Huarmey
- Liga Provincial de Fútbol de Huaylas
- Liga Provincial de Fútbol de Mariscal Luzuriaga
- Liga Provincial de Fútbol de Ocros
- Liga Provincial de Fútbol de Pallasca
- Liga Provincial de Fútbol de Pomabamba
- Liga Provincial de Fútbol de Recuay
- Liga Provincial de Fútbol del Santa
- Liga Provincial de Fútbol de Sihuas
- Liga Provincial de Fútbol de Yungay

### Liga Departamental de Fútbol de Apurímac
Ligas Provinciales de Fútbol asociadas:
- Liga Provincial de Fútbol de Abancay
- Liga Provincial de Fútbol de Andahuaylas
- Liga Provincial de Fútbol de Antabamba
- Liga Provincial de Fútbol de Aymaraes
- Liga Provincial de Fútbol de Cotabambas
- Liga Provincial de Fútbol de Chincheros
- Liga Provincial de Fútbol de Grau

### Liga Departamental de Fútbol de Arequipa
Ligas Provinciales de Fútbol asociadas:
- Liga Provincial de Fútbol de Arequipa
- Liga Provincial de Fútbol de Camaná
- Liga Provincial de Fútbol de Caravelí
- Liga Provincial de Fútbol de Castilla
- Liga Provincial de Fútbol de Caylloma
- Liga Provincial de Fútbol de Condesuyos
- Liga Provincial de Fútbol de Islay
- Liga Provincial de Fútbol de La Unión

### Liga Departamental de Fútbol de Ayacucho
Ligas Provinciales de Fútbol asociadas:
- Liga Provincial de Fútbol de Cangallo
- Liga Provincial de Fútbol de Churcampa (Huancavelica)
- Liga Provincial de Fútbol de Huancasancos
- Liga Provincial de Fútbol de Huanta
- Liga Provincial de Fútbol de La Mar
- Liga Provincial de Fútbol de Sucre
- Liga Provincial de Fútbol de Víctor Fajardo
- Liga Provincial de Fútbol de Vilcashuamán
- Liga Provincial de Fútbol del VRAEM

### Liga Departamental de Fútbol de Cajamarca
Ligas Provinciales de Fútbol asociadas:

### Liga Departamental de Fútbol del Callao
Ligas Distritales de Fútbol asociadas:
- Liga Distrital de Fútbol de Bellavista
- Liga Distrital de Fútbol del Callao
- Liga Distrital de Fútbol de Carmen de La Legua-Reynoso
- Liga Intradistrital de Fútbol de Dulanto
- Liga Distrital de Fútbol del La Perla
- Liga Distrital de Fútbol de Mi Perú
- Liga Distrital de Fútbol de Ventanilla

### Liga Departamental de Fútbol de Cusco
Ligas Provinciales de Fútbol asociadas:

### Liga Departamental de Fútbol de Huancavelica
Ligas Provinciales de Fútbol asociadas:

### Liga Departamental de Fútbol de Huánuco
Ligas Provinciales de Fútbol asociadas:

### Liga Departamental de Fútbol de Ica
Ligas Provinciales de Fútbol asociadas:

### Liga Departamental de Fútbol de Junín
Ligas Provinciales de Fútbol asociadas:

### Liga Departamental de Fútbol de La Libertad
Ligas Provinciales de Fútbol asociadas:

### Liga Departamental de Fútbol de Lambayeque
Ligas Provinciales de Fútbol asociadas:

### Liga Departamental de Fútbol de Lima
Ligas Provinciales de Fútbol asociadas:

### Liga Departamental de Fútbol de Loreto
Ligas Provinciales de Fútbol asociadas:

### Liga Departamental de Fútbol de Madre de Dios
Ligas Provinciales de Fútbol asociadas:

### Liga Departamental de Fútbol de Moquegua
Ligas Provinciales de Fútbol asociadas:

### Liga Departamental de Fútbol de Pasco
Ligas Provinciales de Fútbol asociadas:

### Liga Departamental de Fútbol de Piura
Ligas Provinciales de Fútbol asociadas:

### Liga Departamental de Fútbol de Puno
Ligas Provinciales de Fútbol asociadas:

### Liga Departamental de Fútbol de San Martín
Ligas Provinciales de Fútbol asociadas:

### Liga Departamental de Fútbol de Tacna
Ligas Provinciales de Fútbol asociadas:

### Liga Departamental de Fútbol de Tumbes
Ligas Provinciales de Fútbol asociadas:

### Liga Departamental de Fútbol de Ucayali
Ligas Provinciales de Fútbol asociadas:

## Lista de campeones
Si bien es cierto que en el 2021 hubo equipos que representaron a los departamentos en la Etapa Nacional de la Copa Perú, no hubo un campeonato departamental.

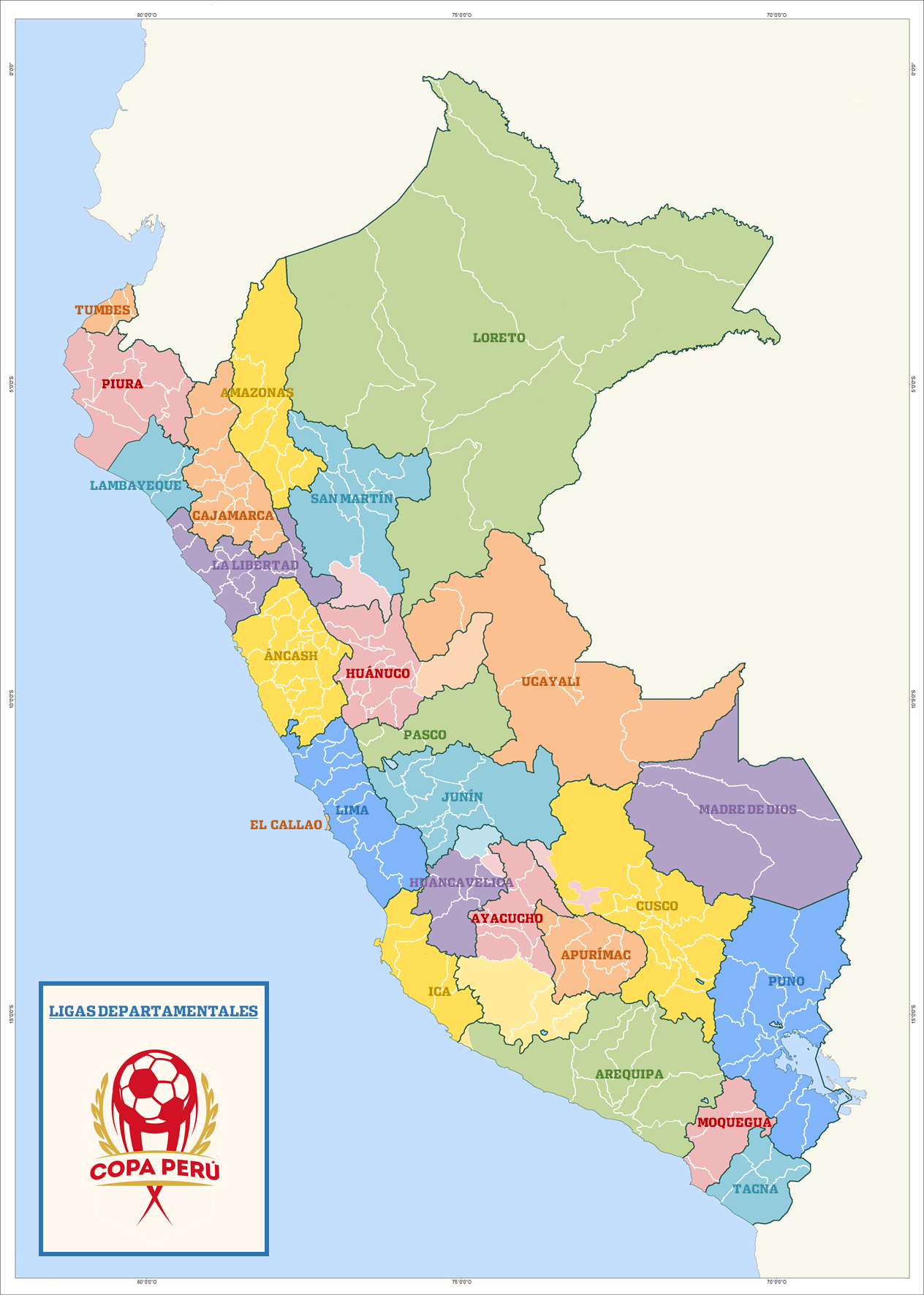
Ligas departamentales activas.

### Liga Departamental de Amazonas
La Liga Departamental de Amazonas fue fundada el 12 de junio de 1969.
| Año  | Campeón                   | Ciudad       |
| ---- | ------------------------- | ------------ |
| 1967 | Nor Oriente               | Chachapoyas  |
| 1968 | Universitario             | Chachapoyas  |
| 1969 | Cultural Higos Urco       | Chachapoyas  |
| 1970 | Cultural Higos Urco       | Chachapoyas  |
| 1971 | Universitario             | Chachapoyas  |
| 1972 | Deportivo Hospital        | Chachapoyas  |
| 1973 | Deportivo Hospital        | Chachapoyas  |
| 1974 | Deportivo Hospital        | Chachapoyas  |
| 1975 | Deportivo Hospital        | Chachapoyas  |
| 1976 | Pedro Ruiz Gallo          | Chachapoyas  |
| 1977 | Deportivo Sachapuyos      | Chachapoyas  |
| 1978 | Deportivo Hospital        | Chachapoyas  |
| 1979 | Ministerio de Transportes | Chachapoyas  |
| 1980 | Deportivo Hospital        | Chachapoyas  |
| 1981 | Deportivo Hospital        | Chachapoyas  |
| 1982 | San Martín                | El Milagro   |
| 1983 | Deportivo Hospital        | Chachapoyas  |
| 1984 | San Martín                | El Milagro   |
| 1985 | Defensor Cajaruro         | Cajaruro     |
| 1986 | Cultural Utcubamba        | Bagua Grande |
| 1987 | Alfonso Ugarte            | La Peca      |
| 1988 | Deportivo Municipal       | Bagua        |
| 1989 | Deportivo Municipal       | Mendoza      |
| 1990 | Deportivo Sachapuyos      | Chachapoyas  |
| 1991 | N/A                       |              |
| 1992 | N/A                       |              |
| 1993 | Deportivo Sachapuyos      | Chachapoyas  |
| 1994 | Deportivo Hospital        | Chachapoyas  |

| Año  | Campeón                           | Ciudad       |
| ---- | --------------------------------- | ------------ |
| 1995 | Deportivo Sachapuyos              | Chachapoyas  |
| 1996 | Deportivo Sachapuyos              | Chachapoyas  |
| 1997 | Deportivo Sachapuyos              | Chachapoyas  |
| 1998 | Cultural Utcubamba                | Bagua Grande |
| 1999 | Deportivo Sachapuyos              | Chachapoyas  |
| 2000 | Deportivo Sachapuyos              | Chachapoyas  |
| 2001 | Agricobank San Lorenzo            | Bagua        |
| 2002 | Deportivo Sachapuyos              | Chachapoyas  |
| 2003 | Banco de la Nación                | Bagua        |
| 2004 | Sport Sealcas                     | Bagua Grande |
| 2005 | Cultural Higos Urco               | Chachapoyas  |
| 2006 | Asociación Amazonas F.C.          | Chachapoyas  |
| 2007 | Unión Santo Domingo               | Chachapoyas  |
| 2008 | Agricobank San Lorenzo            | Bagua        |
| 2009 | San Francisco de Asís             | Lonya Grande |
| 2010 | Vencedores del Cenepa             | El Milagro   |
| 2011 | San Antonio de Chontapampa        | Huambo       |
| 2012 | Deportivo Municipal               | Mendoza      |
| 2013 | Bagua Grande FC                   | Bagua Grande |
| 2014 | Bagua Grande FC                   | Bagua Grande |
| 2015 | Unidos por el Progreso            | Chachapoyas  |
| 2016 | Unión Santo Domingo               | Chachapoyas  |
| 2017 | Unión Santo Domingo               | Chachapoyas  |
| 2018 | Bagua Grande FC                   | Bagua Grande |
| 2019 | Dep. Municipal (Pedro Ruiz Gallo) | Jazán        |
| 2022 | Bagua Grande FC                   | Bagua Grande |
| 2023 | Unión Santo Domingo               | Chachapoyas  |
| 2024 | Unión Santo Domingo               | Chachapoyas  |
| 2025 |                                   |              |

#### Títulos por club
| Equipo                                    | Títulos |
| ----------------------------------------- | ------- |
| Deportivo Hospital                        | 9       |
| Deportivo Sachapuyos                      | 9       |
| Unión Santo Domingo                       | 5       |
| Bagua Grande FC                           | 4       |
| Cultural Higos Urco                       | 3       |
| Universitario (Chachapoyas)               | 2       |
| San Martín (El Milagro)                   | 2       |
| Cultural Utcubamba                        | 2       |
| Agricobank San Lorenzo (Bagua)            | 2       |
| Deportivo Municipal (Mendoza)             | 2       |
| Nor Oriente                               | 1       |
| Pedro Ruiz Gallo                          | 1       |
| Min. de Transportes                       | 1       |
| Defensor Cajaruro                         | 1       |
| Alfonso Ugarte (La Peca)                  | 1       |
| Deportivo Municipal (Bagua)               | 1       |
| Banco de la Nación (Bagua)                | 1       |
| Sport Sealcas (Bagua Grande)              | 1       |
| Asociac. Amazonas F.C.                    | 1       |
| San Francisco de Asís (Lonya Grande)      | 1       |
| Vencedores del Cenepa (El Milagro)        | 1       |
| San Antonio de Chontapampa                | 1       |
| Unidos por el Progreso                    | 1       |
| Dep. Municipal (Pedro Ruiz Gallo - Jazán) | 1       |

### Liga Departamental de Áncash
La Liga Departamental de Áncash fue fundada el 11 de enero de 1965.
| Año  | Campeón              | Ciudad        |
| ---- | -------------------- | ------------- |
| 1966 | América Samanco      | Samanco       |
| 1967 | José Gálvez          | Chimbote      |
| 1968 | Juventud Bolívar     | Casma         |
| 1969 | José Gálvez          | Chimbote      |
| 1970 | José Gálvez          | Chimbote      |
| 1971 | Deportivo Sogesa (*) | Chimbote      |
| 1972 | Dep. Sider Perú      | Chimbote      |
| 1973 | Dep. Sider Perú      | Chimbote      |
| 1974 | Dep. Sider Perú      | Chimbote      |
| 1975 | José Gálvez          | Chimbote      |
| 1976 | FBC Hidroeléctrica   | Huallanca     |
| 1977 | José Gálvez          | Chimbote      |
| 1978 | Sport San Cristóbal  | Moro          |
| 1979 | José Gálvez          | Chimbote      |
| 1980 | José Gálvez          | Chimbote      |
| 1981 | Sport Áncash         | Huaraz        |
| 1982 | Deportivo Copes      | Coishco       |
| 1983 | Dep. Sider Perú      | Chimbote      |
| 1984 | Cultural Casma       | Casma         |
| 1985 | Dep. Sider Perú      | Chimbote      |
| 1986 | Deportivo Belén      | Huaraz        |
| 1987 | Sport Áncash         | Huaraz        |
| 1988 | Cultural Casma       | Casma         |
| 1989 | Defensor Nicrupampa  | Independencia |
| 1990 | Ovación Sipesa       | Chimbote      |
| 1991 | Unión Juventud       | Chimbote      |
| 1992 | Sport Áncash         | Huaraz        |
| 1993 | José Gálvez          | Chimbote      |
| 1994 | Pesca Perú           | Huarmey       |

| Año  | Campeón                 | Ciudad        |
| ---- | ----------------------- | ------------- |
| 1995 | José Gálvez             | Chimbote      |
| 1996 | José Gálvez             | Chimbote      |
| 1997 | Unión Florida           | Chimbote      |
| 1998 | Sport Áncash            | Huaraz        |
| 1999 | Sport Áncash            | Huaraz        |
| 2000 | Sport Áncash            | Huaraz        |
| 2001 | José Gálvez             | Chimbote      |
| 2002 | José Gálvez             | Chimbote      |
| 2003 | José Gálvez             | Chimbote      |
| 2004 | Sport Áncash            | Huaraz        |
| 2005 | José Gálvez             | Chimbote      |
| 2006 | Academia Sipesa         | Nvo. Chimbote |
| 2007 | Academia Sipesa         | Nvo. Chimbote |
| 2008 | Amenaza Verde           | Independencia |
| 2009 | Dep. Ramón Castilla     | San Luis      |
| 2010 | Deportivo La Victoria   | Huarmey       |
| 2011 | Univ. San Pedro         | Chimbote      |
| 2012 | Unión Juventud          | Chimbote      |
| 2013 | Univ. San Pedro         | Chimbote      |
| 2014 | Sport Rosario           | Huaraz        |
| 2015 | Sport Áncash            | Huaraz        |
| 2016 | Sport Rosario           | Huaraz        |
| 2017 | José Gálvez             | Chimbote      |
| 2018 | Sport Áncash            | Huaraz        |
| 2019 | José Gálvez             | Chimbote      |
| 2022 | San Andrés de Runtu     | San Marcos    |
| 2023 | FC San Marcos           | San Marcos    |
| 2024 | Centro Social Pariacoto | Pariacoto     |

- Dep. Sogesa cambia de nombre a Dep. Sider Perú

#### Títulos por club
| Equipo                              | Títulos |
| ----------------------------------- | ------- |
| José Gálvez                         | 16      |
| Sport Áncash                        | 9       |
| Dep. Sider Perú (*)                 | 6       |
| Sport Rosario                       | 2       |
| Univ. San Pedro (U.S.P.) (Chimbote) | 2       |
| Unión Juventud                      | 2       |
| Academia Sipesa (Nvo. Chimbote)     | 2       |
| Cultural Casma                      | 2       |
| Deportivo La Victoria (Huarmey)     | 1       |
| Ramón Castilla                      | 1       |
| Amenaza Verde (Independencia)       | 1       |
| Unión Florida                       | 1       |
| Pesca Perú                          | 1       |
| Ovación Sipesa                      | 1       |
| Defensor Nicrupampa (Independencia) | 1       |
| Deportivo Belén                     | 1       |
| Deportivo Copes (Coischco)          | 1       |
| San Cristóbal                       | 1       |
| Electro Perú                        | 1       |
| Juventud Bolívar                    | 1       |
| América Samanco                     | 1       |
| San Andrés de Runtu                 | 1       |
| FC San Marcos (Huari)               | 1       |
| Centro Social Pariacoto             | 1       |

### Liga Departamental de Apurímac
La Liga Departamental de Apurímac fue fundada el 28 de abril de 1955.
| Año  | Campeón                       | Ciudad         |
| ---- | ----------------------------- | -------------- |
| 1966 | Atl. Libertad                 | Abancay        |
| 1967 | Miguel Grau                   | Abancay        |
| 1968 | Dep. Bancario                 | Abancay        |
| 1969 | Dep. Bancario                 | Abancay        |
| 1970 | Miguel Grau                   | Abancay        |
| 1971 | Dep. Bancario                 | Abancay        |
| 1972 | Miguel Grau                   | Abancay        |
| 1973 | Miguel Grau                   | Abancay        |
| 1974 | Escuela Normal Mixta La Salle | Abancay        |
| 1975 | Dep. Municipal                | Andahuaylas    |
| 1976 | Antonio Ocampo                | Curahuasi      |
| 1977 | Miguel Grau                   | Abancay        |
| 1978 | Miguel Grau                   | Abancay        |
| 1979 | Miguel Grau                   | Abancay        |
| 1980 | Miguel Grau                   | Abancay        |
| 1981 | Dep. Educación (D.E.A.)       | Abancay        |
| 1982 | Dep. Educación (D.E.A.)       | Abancay        |
| 1983 | Dep. Educación (D.E.A.)       | Abancay        |
| 1984 | Mariano Melgar                | San Jerónimo   |
| 1985 | Mariano Melgar                | San Jerónimo   |
| 1986 | Mariano Melgar                | San Jerónimo   |
| 1987 | Miguel Grau                   | Abancay        |
| 1988 | Miguel Grau                   | Abancay        |
| 1989 | Miguel Grau                   | Abancay        |
| 1990 | Dep. La Victoria              | Abancay        |
| 1991 | Dep. Municipal de Grau        | Chuquibambilla |
| 1992 | Alianza Talavera              | Talavera       |
| 1993 | Mariano Melgar                | San Jerónimo   |
| 1994 | Dep. Educación (D.E.A.)       | Abancay        |

| Año  | Campeón                     | Ciudad       |
| ---- | --------------------------- | ------------ |
| 1995 | Dep. Municipal              | Pacucha      |
| 1996 | Gigantes del Cenepa         | Andahuaylas  |
| 1997 | Los Chankas                 | Andahuaylas  |
| 1998 | Unión Grauína (**)          | Abancay      |
| 1999 | Dep. Educación (D.E.A.)     | Abancay      |
| 2000 | Kola Real                   | Andahuaylas  |
| 2001 | Dep. Educación (D.E.A.)     | Abancay      |
| 2002 | Dep. Educación (D.E.A.)     | Abancay      |
| 2003 | Dep. Educación (D.E.A.)     | Abancay      |
| 2004 | José María Arguedas         | Andahuaylas  |
| 2005 | José María Arguedas         | Andahuaylas  |
| 2006 | Dep. Educación (D.E.A.)     | Abancay      |
| 2007 | José María Arguedas         | Andahuaylas  |
| 2008 | Sport Municipal             | San Jerónimo |
| 2009 | José María Arguedas         | Andahuaylas  |
| 2010 | José María Arguedas         | Andahuaylas  |
| 2011 | Cultural Santa Rosa PNP (*) | Talavera     |
| 2012 | Apurímac Club               | Abancay      |
| 2013 | Cultural Santa Rosa PNP (*) | Talavera     |
| 2014 | Miguel Grau                 | Abancay      |
| 2015 | Sport Municipal             | San Jerónimo |
| 2016 | José María Arguedas         | Andahuaylas  |
| 2017 | José María Arguedas         | Andahuaylas  |
| 2018 | FC Retamoso                 | Abancay      |
| 2019 | Miguel Grau                 | Abancay      |
| 2022 | Dep. La Victoria            | Abancay      |
| 2023 | Miguel Grau                 | Abancay      |
| 2024 | Miguel Grau                 | Abancay      |

- Cultural Sta.Rosa PNP cambia de nombre a Dep. Los Chankas
- (**) Miguel Grau cambio de nombre solo el año 1998 a Unión Grauína

#### Títulos por club
| Equipo                                  | Títulos |
| --------------------------------------- | ------- |
| Miguel Grau                             | 15      |
| Dep. Educación (D.E.A.)                 | 9       |
| José María Arguedas (Andahuaylas)       | 7       |
| Mariano Melgar (San Jerónimo)           | 4       |
| Dep. Bancario                           | 3       |
| Dep. Los Chankas (*)                    | 2       |
| Sport Municipal (San Jerónimo)          | 2       |
| Dep. La Victoria                        | 2       |
| Atl. Libertad                           | 1       |
| Escuela Normal Mixta La Salle           | 1       |
| Dep. Municipal (Andahuaylas)            | 1       |
| Antonio Ocampo (Curahuasi)              | 1       |
| Dep. Municipal de Grau (Chuquibambilla) | 1       |
| Alianza Talavera                        | 1       |
| Dep. Municipal (Pacucha)                | 1       |
| Gigantes del Cenepa (Andahuaylas)       | 1       |
| Los Chankas (Andahuaylas)               | 1       |
| Kola Real (Andahuaylas)                 | 1       |
| Apurímac Club (Abancay)                 | 1       |
| FC Retamoso (Abancay)                   | 1       |

### Liga Departamental de Arequipa
La Liga Departamental de Arequipa fue fundada el 8 de mayo de 1966.
| Año  | Campeón                | Ciudad    |
| ---- | ---------------------- | --------- |
| 1966 | Sp. Huracán            | Arequipa  |
| 1967 | FBC Melgar             | Arequipa  |
| 1968 | FBC Melgar             | Arequipa  |
| 1969 | FBC Melgar             | Arequipa  |
| 1970 | FBC Melgar             | Arequipa  |
| 1971 | Dep. Carsa             | Arequipa  |
| 1972 | Sp. Huracán            | Arequipa  |
| 1973 | FBC Piérola            | Arequipa  |
| 1974 | Sp. Huracán            | Arequipa  |
| 1975 | Pesca Perú             | Mollendo  |
| 1976 | Sp. Huracán            | Arequipa  |
| 1977 | Sp. Huracán            | Arequipa  |
| 1978 | Pesca Perú             | Mollendo  |
| 1979 | Pesca Perú             | Mollendo  |
| 1980 | Sp. Huracán            | Arequipa  |
| 1981 | Real Madrid (Uchumayo) | Camaná    |
| 1982 | Real Madrid (Uchumayo) | Camaná    |
| 1983 | Sp. Huracán            | Arequipa  |
| 1984 | Dep. Camaná            | Camaná    |
| 1985 | Dep. Camaná            | Camaná    |
| 1986 | Alianza Naval          | Mollendo  |
| 1987 | FBC Aurora             | Arequipa  |
| 1988 | Dep. Camaná            | Camaná    |
| 1989 | Alianza Socabaya       | Socabaya  |
| 1990 | Sp. Huracán            | Arequipa  |
| 1991 | Dep. Camaná            | Camaná    |
| 1992 | FBC Piérola            | Arequipa  |
| 1993 | Estrella del Misti     | Cayma     |
| 1994 | FBC Yanahuara          | Yanahuara |

| Año  | Campeón                | Ciudad         |
| ---- | ---------------------- | -------------- |
| 1995 | Sp. Huracán            | Arequipa       |
| 1996 | FBC Piérola            | Arequipa       |
| 1997 | Atl. Mariscal Castilla | Cerro Colorado |
| 1998 | Senati FBC             | Sachaca        |
| 1999 | Sp. Huracán            | Arequipa       |
| 2000 | Atl. Universidad       | Arequipa       |
| 2001 | Atl. Universidad       | Arequipa       |
| 2002 | Atl. Universidad       | Arequipa       |
| 2003 | Sp. Huracán            | Arequipa       |
| 2004 | Senati FBC             | Sachaca        |
| 2005 | Senati FBC             | Sachaca        |
| 2006 | Total Clean FC         | Arequipa       |
| 2007 | Idunsa                 | Arequipa       |
| 2008 | Idunsa                 | Arequipa       |
| 2009 | Unión Minas            | Orcopampa      |
| 2010 | FBC Aurora             | Arequipa       |
| 2011 | Dep. Saetas de Oro     | La Joya        |
| 2012 | Sp. José Granda        | Camaná         |
| 2013 | Dep. Saetas de Oro     | La Joya        |
| 2014 | Futuro Majes           | El Pedregal    |
| 2015 | La Colina FC           | El Pedregal    |
| 2016 | La Colina FC           | El Pedregal    |
| 2017 | Dep. Binacional        | Paucarpata     |
| 2018 | Sp. Huracán            | Arequipa       |
| 2019 | Nacional FBC           | Mollendo       |
| 2022 | Nacional FBC           | Mollendo       |
| 2023 | Nacional FBC           | Mollendo       |
| 2024 | Viargoca FC            | Atico          |

#### Títulos por club
| Equipo                                  | Títulos |
| --------------------------------------- | ------- |
| Sp. Huracán                             | 12      |
| Dep. Camaná                             | 4       |
| FBC Melgar                              | 4       |
| Atl. Universidad                        | 3       |
| Senati FBC                              | 3       |
| Pesca Perú (Mollendo)                   | 3       |
| FBC Piérola                             | 3       |
| Nacional FBC (Mollendo)                 | 3       |
| Real Madrid (Uchumayo)                  | 2       |
| Idunsa                                  | 2       |
| FBC Aurora                              | 2       |
| Dep. Saetas de Oro                      | 2       |
| La Colina FC                            | 2       |
| Dep. Carsa                              | 1       |
| Alianza Naval (Mollendo)                | 1       |
| Alianza Socabaya                        | 1       |
| Estrella del Misti (Cayma)              | 1       |
| FBC Yanahuara                           | 1       |
| Atl. Mariscal Castilla (Cerro Colorado) | 1       |
| Total Clean FC                          | 1       |
| Unión Minas (Orcopampa)                 | 1       |
| Sp. José Granda (Camaná)                | 1       |
| Futuro Majes (El Pedregal)              | 1       |
| Dep. Binacional                         | 1       |
| Viargoca FC                             | 1       |

### Liga Departamental de Ayacucho
La Liga Departamental de Ayacucho fue fundada el 25 de abril de 1948.
| Año  | Campeón                         | Ciudad            |
| ---- | ------------------------------- | ----------------- |
| 1966 | Dep. Inti                       | Ayacucho          |
| 1967 | Universitario                   | Ayacucho          |
| 1968 | Dep. Arco                       | Ayacucho          |
| 1969 | Alianza Huamanga                | Ayacucho          |
| 1970 | Dep. Centenario                 | Ayacucho          |
| 1971 | Alianza Huamanga                | Ayacucho          |
| 1972 | Dep. Centenario                 | Ayacucho          |
| 1973 | Dep. Centenario                 | Ayacucho          |
| 1974 | Dep. Beneficencia (*)           | Ayacucho          |
| 1975 | Dep. Beneficencia (*)           | Ayacucho          |
| 1976 | Defensor San Lorenzo            | San Juan Bautista |
| 1977 | Dep. Centenario                 | Ayacucho          |
| 1978 | Dep. Centenario                 | Ayacucho          |
| 1979 | Dep. Centenario                 | Ayacucho          |
| 1980 | Univ. San Cristóbal de Huamanga | Ayacucho          |
| 1981 | Univ. San Cristóbal de Huamanga | Ayacucho          |
| 1982 | Maria Parado de Bellido         | Ayacucho          |
| 1983 | Univ. San Cristóbal de Huamanga | Ayacucho          |
| 1984 | Ateneo                          | Huanta            |
| 1985 | Univ. San Cristóbal de Huamanga | Ayacucho          |
| 1986 | Social Magdalena                | Ayacucho          |
| 1987 | Social Magdalena                | Ayacucho          |
| 1988 | María Parado de Bellido         | Ayacucho          |
| 1989 | María Parado de Bellido         | Ayacucho          |
| 1990 | Univ. San Cristóbal de Huamanga | Ayacucho          |
| 1991 | Univ. San Cristóbal de Huamanga | Ayacucho          |
| 1992 | Dep. Municipal                  | Palmapampa        |
| 1993 | Dep. DASA                       | Ayacucho          |
| 1994 | Social Magdalena                | Ayacucho          |

| Año  | Campeón                      | Ciudad         |
| ---- | ---------------------------- | -------------- |
| 1995 | Dep. Huáscar                 | Ayacucho       |
| 1996 | Dep. Huáscar                 | Ayacucho       |
| 1997 | Dep. DASA                    | Ayacucho       |
| 1998 | Dep. DASA                    | Ayacucho       |
| 1999 | Dep. DASA                    | Ayacucho       |
| 2000 | Sp. Club Berrocal            | Ayacucho       |
| 2001 | Dep. Huáscar                 | Ayacucho       |
| 2002 | San Francisco                | Huanta         |
| 2003 | Juventud Gloria              | Ayacucho       |
| 2004 | Dep. Huáscar                 | Ayacucho       |
| 2005 | Dep. Municipal de Huamanga   | Ayacucho       |
| 2006 | Sport Huamanga               | Ayacucho       |
| 2007 | Sport Huamanga               | Ayacucho       |
| 2008 | Sport Huamanga               | Ayacucho       |
| 2009 | Dep. Municipal de Huamanga   | Ayacucho       |
| 2010 | Froebel Deportes             | Ayacucho       |
| 2011 | Sp. Huracán de Cachipaccha   | Muyurina       |
| 2012 | Sp. Libertad                 | Huanca Sancos  |
| 2013 | Dep. Municipal de Santillana | Secce          |
| 2014 | Player Villafuerte           | Huanta         |
| 2015 | Player Villafuerte           | Huanta         |
| 2016 | Dep. Municipal de Pichari    | Pichari (CUZ)  |
| 2017 | Audaces de Mayapo            | Llochegua      |
| 2018 | Sport Huanta                 | Huanta         |
| 2019 | Sport Huanta                 | Huanta         |
| 2022 | Cultural Huracán             | Huanta         |
| 2023 | Sport Cáceres                | Jesús Nazareno |
| 2024 | Señor de Quinuapata          | Ayacucho       |
| 2025 | Defensor Patibamba           | Patibamba      |

- Dep. Beneficencia cambia de nombre a Dep.DASA (Dep.Área de Salud Ayacucho)

#### Títulos por club
| Equipo                                   | Títulos |
| ---------------------------------------- | ------- |
| Dep. Centenario                          | 6       |
| Univ. San Cristóbal de Huamanga          | 6       |
| Dep. DASA (*)                            | 6       |
| Dep. Huáscar                             | 4       |
| Social Magdalena                         | 4       |
| Sport Huamanga                           | 3       |
| Alianza Huamanga                         | 2       |
| María Parado de Bellido                  | 2       |
| Dep. Municipal de Huamanga               | 2       |
| Player Villafuerte (Huanta)              | 2       |
| Sport Huanta                             | 2       |
| Dep. Inti                                | 1       |
| Universitario                            | 1       |
| Dep. Arco                                | 1       |
| Defensor San Lorenzo (San Juan Bautista) | 1       |
| Ateneo (Huanta)                          | 1       |
| Dep. Municipal (Palmapampa)              | 1       |
| Sp. Club Berrocal                        | 1       |
| San Francisco (Huanta)                   | 1       |
| Juventud Gloria                          | 1       |
| Froebel Deportes                         | 1       |
| Sport Huracán de Cachipaccha             | 1       |
| Sport Libertad (Huanca Sancos)           | 1       |
| Dep. Municipal de Santillana             | 1       |
| Dep. Municipal de Pichari                | 1       |
| Audaces de Mayapo                        | 1       |
| Cultural Huracán (Huanta)                | 1       |
| Sport Cáceres                            | 1       |
| Señor de Quinuapata                      | 1       |
| Defensor Patibamba                       | 1       |

### Liga Departamental de Cajamarca
La Liga Departamental de Cajamarca fue fundada el 25 de setiembre de 1978.
| Año  | Campeón                             | Ciudad         |
| ---- | ----------------------------------- | -------------- |
| 1966 | Deportivo Municipal                 | Jaén           |
| 1967 | Deportivo Bracamoros                | Jaén           |
| 1968 | Deportivo Normal                    | Cajamarca      |
| 1969 | Asociación Bancarios                | Jaén           |
| 1970 | Deportivo Renovación                | Cutervo        |
| 1971 | Univ. Técnica de Cajamarca (U.T.C.) | Cajamarca      |
| 1972 | Univ. Técnica de Cajamarca (U.T.C.) | Cajamarca      |
| 1973 | Univ. Técnica de Cajamarca (U.T.C.) | Cajamarca      |
| 1974 | Univ. Técnica de Cajamarca (U.T.C.) | Cajamarca      |
| 1975 | Univ. Técnica de Cajamarca (U.T.C.) | Cajamarca      |
| 1976 | Deportivo Agronomía                 | Cajamarca      |
| 1977 | Univ. Técnica de Cajamarca (U.T.C.) | Cajamarca      |
| 1978 | Univ. Técnica de Cajamarca (U.T.C.) | Cajamarca      |
| 1979 | Univ. Técnica de Cajamarca (U.T.C.) | Cajamarca      |
| 1980 | Univ. Técnica de Cajamarca (U.T.C.) | Cajamarca      |
| 1981 | Deportivo Agronomía                 | Cajamarca      |
| 1982 | AD Agropecuaria (A.D.A.)            | Jaén           |
| 1983 | Defensor Baños del Inca             | Baños del Inca |
| 1984 | AD Agropecuaria (A.D.A.)            | Jaén           |
| 1985 | Estudiantes Casanovistas            | Cutervo        |
| 1986 | AD Agropecuaria (A.D.A.)            | Jaén           |
| 1987 | AD Agropecuaria (A.D.A.)            | Jaén           |
| 1988 | Comerciantes Scorpion (*)           | Cajamarca      |
| 1989 | Cultural Volante                    | Bambamarca     |
| 1990 | AD Agropecuaria (A.D.A.)            | Jaén           |
| 1991 | Comerciantes Scorpion (*)           | Cajamarca      |
| 1992 | Deportivo Bellavista                | Bellavista     |
| 1993 | Comerciantes Scorpion (*)           | Cajamarca      |
| 1994 | AD Agropecuaria (A.D.A.)            | Jaén           |

| Año  | Campeón                             | Ciudad      |
| ---- | ----------------------------------- | ----------- |
| 1995 | Univ. Técnica de Cajamarca (U.T.C.) | Cajamarca   |
| 1996 | Univ. Técnica de Cajamarca (U.T.C.) | Cajamarca   |
| 1997 | Univ. Técnica de Cajamarca (U.T.C.) | Cajamarca   |
| 1998 | Univ. Técnica de Cajamarca (U.T.C.) | Cajamarca   |
| 1999 | Comerciantes Scorpion (*)           | Cajamarca   |
| 2000 | Lira Jesuense                       | Jesús       |
| 2001 | Univ. Técnica de Cajamarca (U.T.C.) | Cajamarca   |
| 2002 | Univ. Técnica de Cajamarca (U.T.C.) | Cajamarca   |
| 2003 | Univ. Técnica de Cajamarca (U.T.C.) | Cajamarca   |
| 2004 | Sporting Caxamarca                  | Cajamarca   |
| 2005 | Sporting Caxamarca                  | Cajamarca   |
| 2006 | AD Agropecuaria (A.D.A.)            | Jaén        |
| 2007 | Deportivo Municipal                 | San Ignacio |
| 2008 | Comerciantes Unidos                 | Cutervo     |
| 2009 | Descendencia Michiquillay           | La Encañada |
| 2010 | Comerciantes Unidos                 | Cutervo     |
| 2011 | Univ. Técnica de Cajamarca (U.T.C.) | Cajamarca   |
| 2012 | Alianza Cutervo                     | Cutervo     |
| 2013 | Santa Ana                           | Cajabamba   |
| 2014 | Deportivo Bellavista                | Bellavista  |
| 2015 | Deportivo Hualgayoc                 | Hualgayoc   |
| 2016 | Deportivo Hualgayoc                 | Hualgayoc   |
| 2017 | Real Jorge Leiva                    | Cajamarca   |
| 2018 | Las Palmas                          | Chota       |
| 2019 | Las Palmas                          | Chota       |
| 2022 | Cultural Volante                    | Bambamarca  |
| 2023 | AD Agropecuaria (A.D.A.)            | Jaén        |
| 2024 | FC Cajamarca                        | Cajamarca   |

- Comerciantes Scorpion cambia de nombre a Sporting Caxamarca

#### Títulos por club
| Equipo                                  | Títulos |
| --------------------------------------- | ------- |
| Univ. Técnica de Cajamarca (U.T.C.)     | 17      |
| AD Agropecuaria (A.D.A.)                | 8       |
| Sporting Caxamarca (*)                  | 6       |
| Dep. Agronomía                          | 2       |
| Comerciantes Unidos (Cutervo)           | 2       |
| Cultural Volante (Bambamarca)           | 2       |
| Dep. Bellavista                         | 2       |
| Dep. Hualgayóc                          | 2       |
| Dep. Las Palmas (Chota)                 | 2       |
| Dep. Municipal (Jaén)                   | 1       |
| Dep. Bracamoros (Jaén)                  | 1       |
| Dep. Normal                             | 1       |
| Asociación Bancarios (Jaén)             | 1       |
| Dep. Renovación (Cutervo)               | 1       |
| Defensor Baños del Inca                 | 1       |
| Estudiantes Casanovistas (Cutervo)      | 1       |
| Lira Jesuense                           | 1       |
| Dep. Municipal (San Ignacio)            | 1       |
| Descendencia Michiquillay (La Encañada) | 1       |
| Alianza Cutervo                         | 1       |
| Santa Ana (Cajabamba)                   | 1       |
| Real Jorge Leiva                        | 1       |
| FC Cajamarca                            | 1       |

### Liga Departamental del Callao
La Liga Departamental del Callao fue fundada el 1 de agosto de 1975.
| Año  | Campeón                              | Distrito    |
| ---- | ------------------------------------ | ----------- |
| 1975 | Hijos de Yurimaguas (*)              | Ventanilla  |
| 1976 | Deportivo Sima                       | Callao      |
| 1977 | Atlético Ayacucho                    | Callao      |
| 1978 | Deportivo Sima                       | Callao      |
| 1979 | Atlético Ayacucho                    | Callao      |
| 1980 | Atlético Ayacucho                    | Callao      |
| 1981 | Deportivo Cantolao                   | La Punta    |
| 1982 | Deportivo Sima                       | Callao      |
| 1983 | Grumete Medina                       | Callao      |
| 1984 | Deportivo Enapu                      | Callao      |
| 1985 | Dep. CITEN                           | Callao      |
| 1986 | Hijos de Yurimaguas (*)              | Ventanilla  |
| 1987 | KDT Nacional                         | Callao      |
| 1988 | Defensor La Perla                    | La Perla    |
| 1989 | Nuevo Callao                         | C. La Legua |
| 1990 | Grumete Medina                       | Callao      |
| 1991 | Los Amigos                           | Ventanilla  |
| 1992 | Sp. La Mercedes                      | Ventanilla  |
| 1993 | Los Amigos                           | Ventanilla  |
| 1994 | Adebami                              | C. La Legua |
| 1995 | Francisco Pizarro - AD Somos Aduanas | Bellavista  |
| 1996 | Olímpico Bella Unión                 | Dulanto     |
| 1997 | Olímpico Bella Unión                 | Dulanto     |
| 1998 | AD Somos Aduanas                     | Bellavista  |

| Año  | Campeón                | Distrito    |
| ---- | ---------------------- | ----------- |
| 1999 | AD Somos Aduanas       | Bellavista  |
| 2000 | Atl. Chalaco           | Callao      |
| 2001 | AD Somos Aduanas       | Bellavista  |
| 2002 | Atl. Chalaco           | Callao      |
| 2003 | Defensor Mórrope       | Bellavista  |
| 2004 | Sp. Las Mercedes       | Ventanilla  |
| 2005 | Atl. Chalaco           | Callao      |
| 2006 | Dep. Sima              | Callao      |
| 2007 | Independiente Ayacucho | Dulanto     |
| 2008 | Atl. Chalaco           | Callao      |
| 2009 | Atl. Pilsen Callao     | Dulanto     |
| 2010 | Nuevo Callao           | C. La Legua |
| 2011 | Nuevo Amanecer         | Callao      |
| 2012 | Márquez FC             | Callao      |
| 2013 | Juventud La Perla      | La Perla    |
| 2014 | Adebami                | C. La Legua |
| 2015 | Acad. Cantolao         | La Punta    |
| 2016 | Sport Blue Rays        | Callao      |
| 2017 | Dep. Yurimaguas        | Ventanilla  |
| 2018 | Alfredo Tomassini      | Ventanilla  |
| 2019 | Estrella Azul          | Ventanilla  |
| 2022 | Luis Escobar Aburto    | Ventanilla  |
| 2023 | Calidad Porteña        | La Perla    |
| 2024 | Scratch                | Bellavista  |

- Hijos de Yurimaguas cambia de nombre a Dep. Yurimaguas.

#### Títulos
| Equipo                 | Liga               | Títulos |
| ---------------------- | ------------------ | ------- |
| Dep. Sima              | Callao             | 4       |
| At. Chalaco            | Callao             | 4       |
| AD Somos Aduanas       | Bellavista         | 4       |
| Atl. Ayacucho          | Callao             | 3       |
| Dep. Yurimaguas (*)    | Ventanilla         | 3       |
| Grumete Medina         | Callao             | 2       |
| Los Amigos             | Ventanilla         | 2       |
| Olímpico Bella Unión   | Dulanto            | 2       |
| Sport Las Mercedes     | Ventanilla         | 2       |
| Nuevo Callao           | Carmen de la Legua | 2       |
| Adebami                | Carmen de la Legua | 2       |
| Acad. Cantolao         | La Punta           | 2       |
| Dep. Enapu             | Callao             | 1       |
| Dep. CITEN             | Callao             | 1       |
| KDT Nacional           | Callao             | 1       |
| Defensor La Perla      | La Perla           | 1       |
| Francisco Pizarro      | Bellavista         | 1       |
| Defensor Mórrope       | Bellavista         | 1       |
| Independiente Ayacucho | Dulanto            | 1       |
| Atl. Pilsen Callao     | Dulanto            | 1       |
| Nuevo Amanecer         | Callao             | 1       |
| Márquez FC             | Callao             | 1       |
| Juventud La Perla      | La Perla           | 1       |
| Sport Blue Rays        | Callao             | 1       |
| Alfredo Tomassini      | Ventanilla         | 1       |
| Estrella Azul          | Ventanilla         | 1       |
| Luis Escobar Aburto    | Ventanilla         | 1       |
| Calidad Porteña        | La Perla           | 1       |
| Scratch                | Bellavista         | 1       |

### Liga Departamental de Cusco
La Liga Departamental del Cusco fue fundada el 15 de febrero de 1974.
| Año  | Campeón               | Ciudad      |
| ---- | --------------------- | ----------- |
| 1966 | Cienciano             | Cusco       |
| 1967 | Cienciano             | Cusco       |
| 1968 | Dep. Garcilaso        | Cusco       |
| 1969 | Dep. Garcilaso        | Cusco       |
| 1970 | Cienciano             | Cusco       |
| 1971 | Cienciano             | Cusco       |
| 1972 | Cienciano             | Cusco       |
| 1973 | Dep. Salesiano        | Cusco       |
| 1974 | Dep. Salesiano        | Cusco       |
| 1975 | Dep. Garcilaso        | Cusco       |
| 1976 | Manco II              | Quillabamba |
| 1977 | Universitario         | Cusco       |
| 1978 | Universitario         | Cusco       |
| 1979 | Dep. Garcilaso        | Cusco       |
| 1980 | Dep. Garcilaso        | Cusco       |
| 1981 | Dep. Garcilaso        | Cusco       |
| 1982 | Cienciano             | Cusco       |
| 1983 | Cienciano             | Cusco       |
| 1984 | Dep. Garcilaso        | Cusco       |
| 1985 | Dep. Tawantinsuyo     | Cusco       |
| 1986 | Dep. Tintaya          | Yauri       |
| 1987 | Dep. Tintaya          | Yauri       |
| 1988 | Estudiantes Garcilaso | Wanchaq     |
| 1989 | Estudiantes Garcilaso | Wanchaq     |
| 1990 | Estudiantes Garcilaso | Wanchaq     |
| 1991 | N/A                   |             |
| 1992 | Dep. Garcilaso        | Cusco       |
| 1993 | Dep. Municipal        | Quillabamba |
| 1994 | Dep. Antenor Escudero | Tinta       |

| Año  | Campeón                       | Ciudad      |
| ---- | ----------------------------- | ----------- |
| 1995 | Dep. Ingeniería Civil         | Cusco       |
| 1996 | Dep. Garcilaso                | Cusco       |
| 1997 | Juventud Progreso             | Cusco       |
| 1998 | Dep. Garcilaso                | Cusco       |
| 1999 | Tintaya Marquiri              | Yauri       |
| 2000 | Dep. Garcilaso                | Cusco       |
| 2001 | Dep. Garcilaso                | Cusco       |
| 2002 | Senati FBC                    | Cusco       |
| 2003 | Dep. Garcilaso                | Cusco       |
| 2004 | Estudiantes Agropecuario      | Calca       |
| 2005 | Dep. Garcilaso                | Cusco       |
| 2006 | Dep. Municipal                | Echarati    |
| 2007 | Dep. Garcilaso                | Cusco       |
| 2008 | Dep. Garcilaso                | Cusco       |
| 2009 | Humberto Luna                 | Calca       |
| 2010 | Real Garcilaso (*)            | Cusco       |
| 2011 | Virgen del Carmen             | Anta        |
| 2012 | Manco II                      | Quillabamba |
| 2013 | Defensor Yawarmayu            | Santo Tomás |
| 2014 | Unión Alto Huarca             | Yauri       |
| 2015 | Alfredo Salinas               | Yauri       |
| 2016 | Dep. Garcilaso                | Cusco       |
| 2017 | Dep. Garcilaso                | Cusco       |
| 2018 | Dep. Garcilaso                | Cusco       |
| 2019 | Dep. Garcilaso                | Cusco       |
| 2022 | Dep. Garcilaso                | Cusco       |
| 2023 | Atl. Juventud Inclán (A.J.I.) | Calca       |
| 2024 | Juventud Progreso             | Cusco       |

(*) Real Garcilaso cambia de nombre a Cusco FC

#### Títulos por club
| Equipo                                | Títulos |
| ------------------------------------- | ------- |
| Dep. Garcilaso                        | 22      |
| Cienciano                             | 7       |
| Estudiantes Garcilaso (Wánchaq)       | 3       |
| Manco II (Quillabamba)                | 2       |
| Universitario                         | 2       |
| Dep. Tintaya (Yauri)                  | 2       |
| Juventud Progreso                     | 2       |
| Dep. Salesiano                        | 1       |
| Dep. Tawantinsuyo                     | 1       |
| Dep. Municipal (Quillabamba)          | 1       |
| Dep. Antenor Escudero (Tinta)         | 1       |
| Dep. Ingeniería Civil                 | 1       |
| Tintaya Marquiri                      | 1       |
| Senati FBC                            | 1       |
| Estudiantes Agropecuario (Calca)      | 1       |
| Humberto Luna (Calca)                 | 1       |
| Cusco FC (*)                          | 1       |
| Virgen del Carmen (Anta)              | 1       |
| Defensor Yawarmayu (Santo Tomás)      | 1       |
| Unión Alto Huarca (Yauri)             | 1       |
| Alfredo Salinas (Yauri)               | 1       |
| Atl. Juventud Inclán (A.J.I.) (Calca) | 1       |

### Liga Departamental de Huancavelica
La Liga Departamental de Huancavelica fue fundada el 25 de mayo de 1966.
| Año  | Campeón                            | Ciudad       |
| ---- | ---------------------------------- | ------------ |
| 1967 | Unión Deportivo Ascensión (U.D.A.) | Ascensión    |
| 1968 | Unión Deportivo Ascensión (U.D.A.) | Ascensión    |
| 1969 | Unión Deportivo Ascensión (U.D.A.) | Ascensión    |
| 1970 | Sport Machete                      | Lircay       |
| 1971 | Hospital Centro de Salud           | Huancavelica |
| 1972 | Sport Diamante                     | Pampas       |
| 1973 | Estudiantes Unidos                 | Huancavelica |
| 1974 | Estudiantes Unidos                 | Huancavelica |
| 1975 | Sport Diamante                     | Pampas       |
| 1976 | Estudiantes Unidos                 | Huancavelica |
| 1977 | Estudiantes Unidos                 | Huancavelica |
| 1978 | Unión Deportivo Ascensión (U.D.A.) | Ascensión    |
| 1979 | Dep. Caminos                       | Huancavelica |
| 1980 | Social Julcani                     | Ccochaccasa  |
| 1981 | Diablos Rojos                      | Huancavelica |
| 1982 | Unión Bellavista                   | Lircay       |
| 1983 | Diablos Rojos                      | Huancavelica |
| 1984 | Diablos Rojos                      | Huancavelica |
| 1985 | Unión Minas de Julcani             | Ccochaccasa  |
| 1986 | Rosario Central                    | Lircay       |
| 1987 | Dep. Santo Domingo                 | Huancavelica |
| 1988 | Cultural Bolognesi                 | Huancavelica |
| 1989 | Unión Deportivo Ascensión (U.D.A.) | Ascensión    |
| 1990 | Estudiantes Unidos                 | Huancavelica |
| 1991 | Racing FBC                         | Huancavelica |
| 1992 | Siete de Agosto (*)                | Huancavelica |
| 1993 | Siete de Agosto (*)                | Huancavelica |
| 1994 | Racing FBC                         | Huancavelica |

| Año  | Campeón                             | Ciudad       |
| ---- | ----------------------------------- | ------------ |
| 1995 | Diablos Rojos                       | Huancavelica |
| 1996 | Siete de Agosto (*)                 | Huancavelica |
| 1997 | Univ. Nac. de Huancavelica (U.N.H.) | Huancavelica |
| 1998 | Unión Recuperada                    | Huachocolpa  |
| 1999 | Leoncio Prado                       | Acobamba     |
| 2000 | Dep. Municipal                      | Acobamba     |
| 2001 | San Cristóbal                       | Huancavelica |
| 2002 | Unión Deportivo Ascensión (U.D.A.)  | Ascensión    |
| 2003 | Diablos Rojos                       | Huancavelica |
| 2004 | Dep. Municipal                      | Yauli        |
| 2005 | Instituto Pedagógico                | Huancavelica |
| 2006 | Dep. Municipal                      | Yauli        |
| 2007 | Dep. Municipal                      | Anchonga     |
| 2008 | Dep. Municipal                      | Acobamba     |
| 2009 | Diablos Rojos                       | Huancavelica |
| 2010 | Santa Rosa (*)                      | Huancavelica |
| 2011 | Dep. Municipal                      | Paucará      |
| 2012 | Dep. Municipal                      | Yauli        |
| 2013 | Dep. Municipal                      | Paucará      |
| 2014 | Social Lircay                       | Lircay       |
| 2015 | Unión Deportivo Ascensión (U.D.A.)  | Ascensión    |
| 2016 | Unión Deportivo Ascensión (U.D.A.)  | Ascensión    |
| 2017 | Diablos Rojos                       | Huancavelica |
| 2018 | Unión Deportivo Ascensión (U.D.A.)  | Ascensión    |
| 2019 | Unión Deportivo Ascensión (U.D.A.)  | Ascensión    |
| 2022 | Dep. Vianney                        | Ascensión    |
| 2023 | Dep. Vianney                        | Ascensión    |
| 2024 | Unión Deportivo Ascensión (U.D.A.)  | Ascensión    |

- (*) Siete de Agosto cambia de nombre a Santa Rosa

#### Títulos por club
| Equipo                               | Títulos |
| ------------------------------------ | ------- |
| Unión Deportivo Ascensión (U.D.A.)   | 11      |
| Diablos Rojos                        | 7       |
| Estudiantes Unidos                   | 5       |
| Santa Rosa (*)                       | 4       |
| Dep. Municipal (Yauli)               | 3       |
| Racing FBC                           | 2       |
| Dep. Municipal (Paucará)             | 2       |
| Dep. Municipal (Acobamba)            | 2       |
| Dep. Vianney (Ascensión)             | 2       |
| Sport Machete (Lircay)               | 1       |
| Hospital Centro de Salud             | 1       |
| Sport Diamante (Pampas)              | 1       |
| Dep. Caminos                         | 1       |
| Social Julcani (Ccochaccasa)         | 1       |
| Unión Minas de Julcani (Ccochaccasa) | 1       |
| Rosario Central (Lircay)             | 1       |
| Univ. Nac. de Huancavelica (U.N.H.)  | 1       |
| Unión Recuperada (Huachocolpa)       | 1       |
| Leoncio Prado (Acobamba)             | 1       |
| San Cristóbal                        | 1       |
| Instituto Pedagógico                 | 1       |
| Dep. Municipal (Anchonga)            | 1       |
| Social Lircay                        | 1       |

### Liga Departamental de Huánuco
La Liga Departamental de Huánuco fue fundada el 22 de julio de 1984.
| Año  | Campeón                               | Ciudad      |
| ---- | ------------------------------------- | ----------- |
| 1966 | León de Huánuco                       | Huánuco     |
| 1967 | León de Huánuco                       | Huánuco     |
| 1968 | León de Huánuco                       | Huánuco     |
| 1969 | León de Huánuco                       | Huánuco     |
| 1970 | León de Huánuco                       | Huánuco     |
| 1971 | León de Huánuco                       | Huánuco     |
| 1972 | Juan Bielovucic                       | Huánuco     |
| 1973 | Juan Bielovucic                       | Huánuco     |
| 1974 | Juan Bielovucic                       | Huánuco     |
| 1975 | Sport Santa Rosa                      | Huánuco     |
| 1976 | Univ. Agraria de la Selva (U.N.A.S.)  | Tingo María |
| 1977 | Univ. Agraria de la Selva (U.N.A.S.)  | Tingo María |
| 1978 | Juan Bielovucic                       | Huánuco     |
| 1979 | Juan Bielovucic                       | Huánuco     |
| 1980 | Santa Rosa                            | Huánuco     |
| 1981 | Leoncio Prado                         | Tingo María |
| 1982 | Defensor Anda                         | Aucayacu    |
| 1983 | Juan Gómez                            | Huánuco     |
| 1984 | Juan Bielovucic                       | Huánuco     |
| 1985 | Leoncio Prado                         | Tingo María |
| 1986 | Leoncio Prado                         | Tingo María |
| 1987 | Juan Gómez                            | Huánuco     |
| 1988 | Alianza Huánuco (*)                   | Huánuco     |
| 1989 | Alianza Huánuco (*)                   | Huánuco     |
| 1990 | N/A                                   |             |
| 1991 | Mariano Santos                        | Tingo María |
| 1992 | Mariano Santos                        | Tingo María |
| 1993 | Universitario                         | Huánuco     |
| 1994 | Univ. Herminio Valdizán (U.N.HE.VAL.) | Huánuco     |

| Año  | Campeón                               | Ciudad                |
| ---- | ------------------------------------- | --------------------- |
| 1995 | Juan Bielovucic                       | Huánuco               |
| 1996 | Unión Naranjillo                      | Luyando               |
| 1997 | Unión Naranjillo                      | Luyando               |
| 1998 | Señor de Puelles                      | Huánuco               |
| 1999 | Atl. Arabecks                         | Huánuco               |
| 2000 | León de Huánuco                       | Huánuco               |
| 2001 | León de Huánuco                       | Huánuco               |
| 2002 | León de Huánuco                       | Huánuco               |
| 2003 | León de Huánuco                       | Huánuco               |
| 2004 | Alianza Universidad                   | Huánuco               |
| 2005 | C.S.D.C.N.M.D.B Tambillo Grande       | Tambillo Grande       |
| 2006 | León de Huánuco                       | Huánuco               |
| 2007 | León de Huánuco                       | Huánuco               |
| 2008 | Alianza Universidad                   | Huánuco               |
| 2009 | Alianza Universidad                   | Huánuco               |
| 2010 | Alianza Universidad                   | Huánuco               |
| 2011 | Alianza Universidad                   | Huánuco               |
| 2012 | Univ. Herminio Valdizán (U.N.HE.VAL.) | Huánuco               |
| 2013 | Unión Cayumba Grande                  | Cayumba               |
| 2014 | Chacarita Junior de Porvenir          | Llata                 |
| 2015 | Mariano Santos                        | Tingo María           |
| 2016 | Mariano Santos                        | Tingo María           |
| 2017 | Alianza Universidad                   | Huánuco               |
| 2018 | Alianza Universidad                   | Huánuco               |
| 2019 | Racing Buenos Aires                   | Ambo                  |
| 2022 | Dep. Verdecocha                       | La Unión              |
| 2023 | Independiente Huachog                 | Santa María del Valle |
| 2024 | Construcción Civil                    | Huánuco               |

- Alianza Huánuco cambia de nombre a Alianza Universidad

#### Títulos por club
| Equipo                                             | Títulos |
| -------------------------------------------------- | ------- |
| León de Huánuco                                    | 12      |
| Alianza Universidad (*)                            | 8       |
| Juan Bielovucic                                    | 7       |
| Mariano Santos (Tingo María)                       | 4       |
| Santa Rosa                                         | 3       |
| Univ. Herminio Valdizán (U.N.HE.VAL.)              | 3       |
| Unión Naranjillo (Luyando)                         | 3       |
| Leoncio Prado (Tingo María)                        | 3       |
| Univ. Agraria de la Selva (U.N.A.S.) (Tingo María) | 1       |
| Defensor Anda (Aucayacu)                           | 1       |
| Universitario                                      | 1       |
| Señor de Puelles                                   | 1       |
| Atl. Arabecks                                      | 1       |
| Coleg. Nac. Mariano D. Beraun                      | 1       |
| Unión Cayumba Grande                               | 1       |
| Chacarita Junior de Porvenir (Llata)               | 1       |
| Racing Buenos Aires (Ambo)                         | 1       |
| Dep. Verdecocha (La Unión)                         | 1       |
| Independiente Huachog (Santa María del Valle)      | 1       |
| Construcción Civil                                 | 1       |

### Liga Departamental de Ica
La Liga Departamental de Ica fue fundada el 22 de octubre de 1976.
| Año  | Campeón                   | Ciudad        |
| ---- | ------------------------- | ------------- |
| 1966 | Dep. Huracán              | Ica           |
| 1967 | Víctor Bielich            | Pisco         |
| 1968 | Víctor Bielich            | Pisco         |
| 1969 | Dep. Huracán              | Ica           |
| 1970 | Construcción Civil        | Chincha Alta  |
| 1971 | Sp. San Martín            | Ica           |
| 1972 | Octavio Espinosa          | Ica           |
| 1973 | Octavio Espinosa          | Ica           |
| 1974 | Alejandro Villanueva      | Chincha Alta  |
| 1975 | Olímpico de Acomayo       | Ica           |
| 1976 | José Carlos Mariátegui    | Santiago      |
| 1977 | Olímpico de Acomayo       | Ica           |
| 1978 | Octavio Espinosa          | Ica           |
| 1979 | Octavio Espinosa          | Ica           |
| 1980 | Defensor Mayta Cápac      | El Carmen     |
| 1981 | Octavio Espinosa          | Ica           |
| 1982 | San Pablo                 | Nasca         |
| 1983 | Félix Donayre             | La Tinguiña   |
| 1984 | Sp. Bolívar               | Santiago      |
| 1985 | Félix Donayre             | La Tinguiña   |
| 1986 | Once Estrellas            | El Carmen     |
| 1987 | Sport Puerto Aéreo        | La Tinguiña   |
| 1988 | Inmaculada Concepción     | Independencia |
| 1989 | Sport Rex                 | Santiago      |
| 1990 | Alejandro Villanueva      | Chincha Alta  |
| 1991 | Unión San Martín          | Pisco         |
| 1992 | Cosmos San Isidro         | Ica           |
| 1993 | Dep. Juan Mata            | Nasca         |
| 1994 | Independiente Los Ángeles | Chincha Alta  |

| Año  | Campeón                 | Ciudad       |
| ---- | ----------------------- | ------------ |
| 1995 | Dep. Juan Mata          | Nasca        |
| 1996 | Estudiantes de Medicina | Ica          |
| 1997 | Estudiantes de Medicina | Ica          |
| 1998 | Estudiantes de Medicina | Ica          |
| 1999 | Estudiantes de Medicina | Ica          |
| 2000 | Estudiantes de Medicina | Ica          |
| 2001 | Dep. Aceros Arequipa    | Pisco        |
| 2002 | Santa Rita              | Grocio Prado |
| 2003 | Abraham Valdelomar      | Ica          |
| 2004 | Sp. Alfonso Ugarte      | Ica          |
| 2005 | Abraham Valdelomar      | Ica          |
| 2006 | Sp. Victoria            | Ica          |
| 2007 | Juventud Miraflores     | Chincha Alta |
| 2008 | Dep. Única              | Ica          |
| 2009 | Juventud Media Luna     | Grocio Prado |
| 2010 | Joe Gutiérrez           | Pisco        |
| 2011 | Defensor Zarumilla      | Nasca        |
| 2012 | Santos FC               | Vista Alegre |
| 2013 | Defensor Zarumilla      | Nasca        |
| 2014 | Defensor Zarumilla      | Nasca        |
| 2015 | Juventud Barrio Nuevo   | Ocucaje      |
| 2016 | Carlos Orellana         | La Tinguiña  |
| 2017 | Unión San Martín        | Pisco        |
| 2018 | Santos FC               | Vista Alegre |
| 2019 | Dep. Las Américas       | San Andrés   |
| 2022 | Unión San Martín        | Pisco        |
| 2023 | Sp. Alianza Pisco       | Pisco        |
| 2024 | Juventud Santo Domingo  | Nasca        |
| 2025 | Sp. Alianza Pisco       | Pisco        |

#### Títulos por club
| Equipo                                   | Títulos |
| ---------------------------------------- | ------- |
| Octavio Espinosa                         | 5       |
| Estudiantes de Medicina                  | 5       |
| Defensor Zarumilla                       | 3       |
| Unión San Martín (Pisco)                 | 3       |
| Félix Donayre (La Tinguiña)              | 2       |
| Dep. Huracán                             | 2       |
| Víctor Bielich (Pisco)                   | 2       |
| Olímpico de Acomayo                      | 2       |
| Alejandro Villanueva (Chincha Alta)      | 2       |
| Dep. Juan Mata (Nasca)                   | 2       |
| Abraham Valdelomar                       | 2       |
| Santos FC (Nasca)                        | 2       |
| Sp. Alianza Pisco                        | 2       |
| Construcción Civil (Chincha Alta)        | 1       |
| Sp. San Martín                           | 1       |
| José Carlos Mariátegui (Santiago)        | 1       |
| Defensor Mayta Cápac (El Carmen)         | 1       |
| San Pablo (Nasca)                        | 1       |
| Sp. Bolívar (Santiago)                   | 1       |
| Once Estrellas (El Carmen)               | 1       |
| Sport Puerto Aéreo (La Tinguiña)         | 1       |
| Inmaculada Concepción (Independencia)    | 1       |
| Sport Rex (Santiago)                     | 1       |
| Cosmos San Isidro                        | 1       |
| Independiente Los Ángeles (Chincha Alta) | 1       |
| Dep. Aceros Arequipa (Pisco)             | 1       |
| Santa Rita (Grocio Prado)                | 1       |
| Sp. Alfonso Ugarte                       | 1       |
| Sp. Victoria                             | 1       |
| Juventud Miraflores (Chincha Alta)       | 1       |
| Dep. Única                               | 1       |
| Juventud Media Luna (Grocio Prado)       | 1       |
| Joe Gutiérrez (Pisco)                    | 1       |
| Juventud Barrio Nuevo (Ocucaje)          | 1       |
| Carlos Orellana (La Tinguiña)            | 1       |
| Dep. Las Américas (San Andrés)           | 1       |
| Juventud Santo Domingo                   | 1       |

### Liga Departamental de Junín
La Liga Departamental de Junín fue fundada el 18 de febrero de 1975.
| Año  | Campeón                             | Ciudad     |
| ---- | ----------------------------------- | ---------- |
| 1966 | Unión Ocopilla                      | Huancayo   |
| 1967 | Universitario                       | Tarma      |
| 1968 | Unión Ocopilla                      | Huancayo   |
| 1969 | Unión Ocopilla                      | Huancayo   |
| 1970 | Asociación Deportiva Tarma (A.D.T.) | Tarma      |
| 1971 | Dep. Junín                          | Huancayo   |
| 1972 | Dep. Municipal                      | Huancayo   |
| 1973 | Dep. Junín                          | Huancayo   |
| 1974 | Dep. Municipal                      | Huancayo   |
| 1975 | Asociación Deportiva Tarma (A.D.T.) | Tarma      |
| 1976 | Juventud Ramón Castilla             | La Oroya   |
| 1977 | Univ. Nac. del Centro (U.N.C.P.)    | Huancayo   |
| 1978 | Asociación Deportiva Tarma (A.D.T.) | Tarma      |
| 1979 | Progreso Muruhuay                   | Acobamba   |
| 1980 | Túpac Amaru                         | Jauja      |
| 1981 | Juventud Ramón Castilla             | La Oroya   |
| 1982 | Dep. Hostal Rey (*)                 | La Merced  |
| 1983 | Dep. Vasmer                         | El Tambo   |
| 1984 | Dep. Vasmer                         | El Tambo   |
| 1985 | Minas San Vicente                   | Vitoc      |
| 1986 | Alipio Ponce                        | Mazamari   |
| 1987 | Unión Huayllaspanca                 | Sapallanga |
| 1988 | Túpac Amaru                         | Jauja      |
| 1989 | Chanchamayo                         | La Merced  |
| 1990 | ElectroPerú                         | Huayucachi |
| 1991 | Independiente Estudiantil           | Jauja      |
| 1992 | Sport Dos de Mayo                   | Tarma      |
| 1993 | Dep. Municipal Asociados            | Jauja      |
| 1994 | Cultural Hidro                      | La Oroya   |

| Año  | Campeón                             | Ciudad     |
| ---- | ----------------------------------- | ---------- |
| 1995 | Dep. Municipal                      | El Tambo   |
| 1996 | Cultural Hidro                      | La Oroya   |
| 1997 | Cultural Hidro                      | La Oroya   |
| 1998 | Cultural Hidro                      | La Oroya   |
| 1999 | Dep. Municipal                      | El Tambo   |
| 2000 | Cultural Hidro                      | La Oroya   |
| 2001 | Dep. Municipal                      | El Tambo   |
| 2002 | Sport Dos de Mayo                   | Tarma      |
| 2003 | Echa Muni                           | Pampas     |
| 2004 | Echa Muni                           | Pampas     |
| 2005 | Echa Muni                           | Pampas     |
| 2006 | Dep. Ingeniería                     | Huancayo   |
| 2007 | Minera Corona                       | Jauja      |
| 2008 | Wanka FC                            | Sapallanga |
| 2009 | Unión Juventud Carhuacatac          | Acobamba   |
| 2010 | Sport Dos de Mayo                   | Tarma      |
| 2011 | Dep. Municipal                      | Mazamari   |
| 2012 | Alipio Ponce                        | Mazamari   |
| 2013 | Alipio Ponce                        | Mazamari   |
| 2014 | Unión Pichanaki                     | Pichanaki  |
| 2015 | Sport La Vid                        | Concepción |
| 2016 | Sport Águila                        | Huancán    |
| 2017 | Asociación Deportiva Tarma (A.D.T.) | Tarma      |
| 2018 | AD Huamantanga                      | Apata      |
| 2019 | Asociación Deportiva Tarma (A.D.T.) | Tarma      |
| 2022 | C.E. San Agustín (C.E.S.A.)         | Huancayo   |
| 2023 | C.E. San Agustín (C.E.S.A.)         | Huancayo   |
| 2024 | Dep. Municipal                      | Pangoa     |

- (*) Dep. Hostal Rey cambia de nombre a Chanchamayo FC

#### Títulos por club
| Equipo                                | Títulos |
| ------------------------------------- | ------- |
| Asociación Deportiva Tarma (A.D.T.)   | 5       |
| Cultural Hidro (La Oroya)             | 5       |
| Alipio Ponce (Mazamari)               | 3       |
| Unión Ocopilla                        | 3       |
| Dep. Municipal (El Tambo)             | 3       |
| Echa Muni (Pampas)                    | 3       |
| Dep. Junín                            | 2       |
| Dep. Municipal (Huancayo)             | 2       |
| Juventud Ramón Castilla (La Oroya)    | 2       |
| Dep. Vasmer (El Tambo)                | 2       |
| Túpac Amaru (Jauja)                   | 2       |
| Chanchamayo FC (*)                    | 2       |
| Electro Perú (Huayucachi)             | 2       |
| Sport Dos de Mayo (Tarma)             | 2       |
| C.E. San Agustín (C.E.S.A.)           | 2       |
| Univ. Nac. del Centro (U.N.C.P.)      | 1       |
| Universitario (Tarma)                 | 1       |
| Progreso Muruhuay (Acobamba)          | 1       |
| Minas San Vicente (Vitoc)             | 1       |
| Unión Huayllaspanca (Sapallanga)      | 1       |
| Dep. Municipal Asociados (Jauja)      | 1       |
| Dep. Ingeniería                       | 1       |
| Minera Corona (Jauja)                 | 1       |
| Wanka FC (Sapallanga)                 | 1       |
| Unión Juventud Carhuacatac (Acobamba) | 1       |
| Dep. Municipal (Mazamari)             | 1       |
| Unión Pichanaki                       | 1       |
| Sport La Vid (Concepción)             | 1       |
| Sport Águila (Huancán)                | 1       |
| AD Huamantanga (Apata)                | 1       |
| Dep. Municipal (Pangoa)               | 1       |

### Liga Departamental de La Libertad
La Liga Departamental de La Libertad fue fundada el 23 de octubre de 1976.
| Año  | Campeón                 | Ciudad            |
| ---- | ----------------------- | ----------------- |
| 1966 | Sanjuanista             | Trujillo          |
| 1967 | Carlos A. Mannucci      | Trujillo          |
| 1968 | Alfonso Ugarte          | Chiclín           |
| 1969 | Defensor Casa Grande    | Casa Grande       |
| 1970 | Alfonso Ugarte          | Chiclín           |
| 1971 | Alianza San Pedro       | San Pedro de Lloc |
| 1972 | Atlético Trujillano     | Trujillo          |
| 1973 | Carlos A. Mannucci      | Trujillo          |
| 1974 | Cementos Pacasmayo      | Pacasmayo         |
| 1975 | Atlético Chalaco        | Casa Grande       |
| 1976 | Alianza San José        | San José          |
| 1977 | Sanjuanista             | Trujillo          |
| 1978 | Sanjuanista             | Trujillo          |
| 1979 | Sanjuanista             | Trujillo          |
| 1980 | Sanjuanista             | Trujillo          |
| 1981 | Sanjuanista             | Trujillo          |
| 1982 | Sport Pilsen            | Guadalupe         |
| 1983 | Los Espartanos          | Pacasmayo         |
| 1984 | Club Libertad           | Trujillo          |
| 1985 | Club Libertad           | Trujillo          |
| 1986 | Club 15 de Septiembre   | Trujillo          |
| 1987 | Víctor Haya de La Torre | Trujillo          |
| 1988 | Deportivo Morba         | La Esperanza      |
| 1989 | Alfonso Ugarte          | Chiclín           |
| 1990 | Alfonso Ugarte          | Chiclín           |
| 1991 | Deportivo Los Halcones  | El Porvenir       |
| 1992 | Defensor Taller         | Laredo            |
| 1993 | Instituto Pedagógico    | Huamachuco        |
| 1994 | Defensor Taller         | Laredo            |

| Año  | Campeón                      | Ciudad      |
| ---- | ---------------------------- | ----------- |
| 1995 | Deportivo Marsa              | Tayabamba   |
| 1996 | Carlos A. Mannucci           | Trujillo    |
| 1997 | Deportivo UPAO               | Trujillo    |
| 1998 | Deportivo UPAO               | Trujillo    |
| 1999 | Deportivo UPAO               | Trujillo    |
| 2000 | Carlos A. Mannucci           | Trujillo    |
| 2001 | Univ. César Vallejo          | Trujillo    |
| 2002 | Univ. César Vallejo          | Trujillo    |
| 2003 | Univ. César Vallejo          | Trujillo    |
| 2004 | Defensor Porvenir            | El Porvenir |
| 2005 | Independiente Ramón Castilla | Virú        |
| 2006 | Sport Vallejo                | Trujillo    |
| 2007 | Sport Vallejo                | Trujillo    |
| 2008 | Carlos A. Mannucci           | Trujillo    |
| 2009 | Universitario                | Trujillo    |
| 2010 | Carlos A. Mannucci           | Trujillo    |
| 2011 | Universitario                | Trujillo    |
| 2012 | Carlos A. Mannucci           | Trujillo    |
| 2013 | Deportivo Municipal          | Huamachuco  |
| 2014 | Sport Chavelines Juniors     | Pacasmayo   |
| 2015 | Racing Club                  | Huamachuco  |
| 2016 | Racing Club                  | Huamachuco  |
| 2017 | Deportivo El Inca            | Chao        |
| 2018 | Racing Club                  | Huamachuco  |
| 2019 | Sport Chavelines Juniors     | Pacasmayo   |
| 2022 | Real Sociedad                | Chugay      |
| 2023 | Defensor Porvenir            | El Porvenir |
| 2024 | Juventus FC                  | Huamachuco  |

#### Títulos por club
| Equipo                                | Títulos |
| ------------------------------------- | ------- |
| Carlos A. Mannucci                    | 7       |
| Sanjuanista (Trujillo)                | 6       |
| Alfonso Ugarte (Chiclín)              | 4       |
| Deportivo UPAO                        | 3       |
| Univ. César Vallejo                   | 3       |
| Racing Club (Huamachuco)              | 3       |
| Club Libertad                         | 2       |
| Sport Vallejo                         | 2       |
| Universitario (Trujillo)              | 2       |
| Sport Chavelines Juniors (Pacasmayo)  | 2       |
| Defensor Taller (Laredo)              | 2       |
| Defensor Porvenir (El Porvenir)       | 2       |
| Sport Pilsen (Guadalupe)              | 1       |
| Defensor Casa Grande                  | 1       |
| Alianza San Pedro (San Pedro de Lloc) | 1       |
| Atlético Trujillano                   | 1       |
| Cementos Pacasmayo                    | 1       |
| Atlético Chalaco (Casa Grande)        | 1       |
| Alianza San José (San José)           | 1       |
| Los Espartanos (Pacasmayo)            | 1       |
| Club 15 de Septiembre                 | 1       |
| Víctor Haya de La Torre               | 1       |
| Deportivo Morba (La Esperanza)        | 1       |
| Deportivo Los Halcones (El Porvenir)  | 1       |
| Instituto Pedagógico (Huamachuco)     | 1       |
| Deportivo Marsa (Tayabamba)           | 1       |
| Independiente Ramón Castilla (Virú)   | 1       |
| Deportivo Municipal (Huamachuco)      | 1       |
| Deportivo El Inca (Chao)              | 1       |
| Real Sociedad (Chugay)                | 1       |
| Juventus FC (Huamachuco)              | 1       |

### Liga Departamental de Lambayeque
La Liga Departamental de Lambayeque fue fundada el 20 de octubre de 1978.
| Año  | Campeón             | Ciudad     |
| ---- | ------------------- | ---------- |
| 1966 | Juan Aurich         | Chiclayo   |
| 1967 | San Lorenzo         | Chiclayo   |
| 1968 | San Lorenzo         | Chiclayo   |
| 1969 | Unión Tumán (*)     | Tumán      |
| 1970 | Unión Tumán (*)     | Tumán      |
| 1971 | Deportivo Municipal | Lambayeque |
| 1972 | Cultural Pucalá     | Pucalá     |
| 1973 | Cultural Pucalá     | Pucalá     |
| 1974 | Cultural Pucalá     | Pucalá     |
| 1975 | Cultural Pucalá     | Pucalá     |
| 1976 | Boca Juniors        | Chiclayo   |
| 1977 | Deportivo Municipal | Chiclayo   |
| 1978 | Los Aguerridos      | Monsefú    |
| 1979 | Los Aguerridos      | Monsefú    |
| 1980 | Corinthians         | Tumán      |
| 1981 | Atlético Porvenir   | Chiclayo   |
| 1982 | Deportivo Cañaña    | Lambayeque |
| 1983 | Deportivo Cañaña    | Lambayeque |
| 1984 | San Lorenzo         | Ferreñafe  |
| 1985 | Deportivo Cañaña    | Lambayeque |
| 1986 | Juan Aurich         | Chiclayo   |
| 1987 | Piladora San Martín | Ferreñafe  |
| 1988 | Juan Pardo y Miguel | Pátapo     |
| 1989 | Club 7 de Enero     | Chiclayo   |
| 1990 | Club 7 de Enero     | Chiclayo   |
| 1991 | Universitario       | Lambayeque |
| 1992 | San Lorenzo         | Chiclayo   |
| 1993 | Juan Pardo y Miguel | Pátapo     |
| 1994 | Boca Juniors        | Chiclayo   |

| Año  | Campeón                                  | Ciudad        |
| ---- | ---------------------------------------- | ------------- |
| 1995 | Sport Boys                               | Tumán         |
| 1996 | Mariscal Sucre                           | Ferreñafe     |
| 1997 | Juan Aurich                              | Chiclayo      |
| 1998 | Deportivo Pomalca                        | Pomalca       |
| 1999 | Deportivo Pomalca                        | Pomalca       |
| 2000 | Deportivo Pomalca                        | Pomalca       |
| 2001 | Deportivo Pomalca                        | Pomalca       |
| 2002 | Flamengo                                 | José L. Ortiz |
| 2003 | Flamengo                                 | José L. Ortiz |
| 2004 | Flamengo                                 | José L. Ortiz |
| 2005 | Boca Junior                              | Ferreñafe     |
| 2006 | Boca Junior                              | Ferreñafe     |
| 2007 | Juan Aurich                              | Chiclayo      |
| 2008 | Deportivo Pomalca                        | Pomalca       |
| 2009 | Univ. de Chiclayo                        | Chiclayo      |
| 2010 | Univ. Señor de Sipán (U.S.S.)            | Chiclayo      |
| 2011 | Los Caimanes                             | Puerto Eten   |
| 2012 | Deportivo Pomalca                        | Pomalca       |
| 2013 | Univ. Señor de Sipán (U.S.S.)            | Chiclayo      |
| 2014 | Nueva Alianza                            | Chiclayo      |
| 2015 | Construcción Civil                       | José L. Ortiz |
| 2016 | Molinos El Pirata                        | José L. Ortiz |
| 2017 | Juan Aurich Pastor                       | Batangrande   |
| 2018 | Molinos El Pirata                        | José L. Ortiz |
| 2019 | Carlos Stein                             | José L. Ortiz |
| 2022 | Atl. Porvenir Nueva Esperanza (A.P.N.E.) | Oyotún        |
| 2023 | Juan Pablo II College                    | Chongoyape    |
| 2024 | Deportivo Lute                           | Lagunas       |

- Unión Tumán cambia de nombre a Sp. José Pardo

#### Títulos por club
| Equipo                                 | Títulos |
| -------------------------------------- | ------- |
| Deportivo Pomalca                      | 6       |
| Juan Aurich                            | 4       |
| Cultural Pucalá                        | 4       |
| Deportivo Cañaña                       | 3       |
| San Lorenzo (Chiclayo)                 | 3       |
| Flamengo (José Leonardo Ortiz )        | 3       |
| José Pardo (Tumán) (*)                 | 2       |
| Los Aguerridos (Monsefú)               | 2       |
| Club 7 de Enero                        | 2       |
| Juan Pardo y Miguel (Pátapo)           | 2       |
| Boca Juniors (Chiclayo)                | 2       |
| Boca Junior (Ferreñafe)                | 2       |
| Univ. Señor de Sipán (U.S.S.)          | 2       |
| Molinos El Pirata(José Leonardo Ortiz) | 2       |
| Dep. Municipal (Lambayeque)            | 1       |
| Dep. Municipal (Chiclayo)              | 1       |
| Corinthians (Tumán)                    | 1       |
| Atlético Porvenir                      | 1       |
| San Lorenzo (Ferreñafe)                | 1       |
| Piladora San Martín (Ferreñafe)        | 1       |
| Universitario (Lambayeque)             | 1       |
| Sport Boys (Tumán)                     | 1       |
| Mariscal Sucre (Ferreñafe)             | 1       |
| Univ. de Chiclayo                      | 1       |
| Los Caimanes (Puerto Eten)             | 1       |
| Nueva Alianza                          | 1       |
| Construcción Civil (José L. Ortiz)     | 1       |
| Juan Aurich Pastor (Batangrande)       | 1       |
| Carlos Stein (José L. Ortiz)           | 1       |
| Atl. Porvenir Nueva Esperanza (Oyotún) | 1       |
| Juan Pablo II College (Chongoyape)     | 1       |
| Deportivo Lute (Lagunas)               | 1       |

### Liga Departamental de Lima
La Liga Departamental de Lima fue fundada el 21 de enero de 1967.
| Año  | Campeón                                                                              | Ciudad                                                                               |
| ---- | ------------------------------------------------------------------------------------ | ------------------------------------------------------------------------------------ |
| 1966 | Oscar Berckemeyer (*)                                                                | Huaral                                                                               |
| 1967 | Aurora Chancayllo                                                                    | Chancay                                                                              |
| 1968 | Social Huando                                                                        | Huaral                                                                               |
| 1969 | Walter Ormeño                                                                        | Imperial                                                                             |
| 1970 | Social Huando                                                                        | Huaral                                                                               |
| 1971 | Atl. Independiente                                                                   | Cañete                                                                               |
| 1972 | Juventud La Palma                                                                    | Huacho                                                                               |
| 1973 | Unión Huaral                                                                         | Huaral                                                                               |
| 1974 | Atl. Independiente                                                                   | Cañete                                                                               |
| 1975 | Dep. Municipal                                                                       | Barranca                                                                             |
| 1976 | Juventud La Palma                                                                    | Huacho                                                                               |
| 1977 | Atl. Chalaco                                                                         | Cañete                                                                               |
| 1978 | Atl. Independiente                                                                   | Cañete                                                                               |
| 1979 | Atl. Independiente                                                                   | Cañete                                                                               |
| 1980 | Atl. Independiente                                                                   | Cañete                                                                               |
| 1981 | Atl. Independiente                                                                   | Cañete                                                                               |
| 1982 | Juventud La Joya                                                                     | Chancay                                                                              |
| 1983 | Bella Esperanza                                                                      | Cerro Azul                                                                           |
| 1984 | Telefunken 20                                                                        | Huaral                                                                               |
| 1985 | Bella Esperanza                                                                      | Cerro Azul                                                                           |
| 1986 | Bella Esperanza                                                                      | Cerro Azul                                                                           |
| 1987 | Bella Esperanza                                                                      | Cerro Azul                                                                           |
| 1988 | No se disputó la final entre Atl. Soledad (Paramonga) y Asociación Empleados (Mala). | No se disputó la final entre Atl. Soledad (Paramonga) y Asociación Empleados (Mala). |
| 1989 | Sport Los Dinámicos                                                                  | Chancay                                                                              |
| 1990 | No se disputó la final entre Alfonso Ugarte (Huaura) y Juan Bazalar Lamas (Huacho).  | No se disputó la final entre Alfonso Ugarte (Huaura) y Juan Bazalar Lamas (Huacho).  |
| 1991 | No se disputó la final entre Unión Supe y Atl. Real Mala.                            | No se disputó la final entre Unión Supe y Atl. Real Mala.                            |
| 1992 | San José de Manzanares                                                               | Huacho                                                                               |
| 1993 | Sporting Cristal                                                                     | Supe Puerto                                                                          |
| 1994 | Atl. Independiente                                                                   | Cañete                                                                               |

| Año  | Campeón                                | Ciudad               |
| ---- | -------------------------------------- | -------------------- |
| 1995 | Virgen de Chapi                        | Lima                 |
| 1996 | Deportivo AELU                         | Lima                 |
| 1997 | San José de Manzanares                 | Huacho               |
| 1998 | Telefunken 20                          | Huaral               |
| 1999 | Aurora Chancayllo                      | Chancay              |
| 2000 | Aurora Chancayllo                      | Chancay              |
| 2001 | Dep. La Esmeralda                      | Cañete               |
| 2002 | Juventud Torre Blanca                  | Chancay              |
| 2003 | Nicolás de Piérola                     | Huacho               |
| 2004 | Juventud Torre Blanca                  | Chancay              |
| 2005 | Atl. Minero                            | Casapalca            |
| 2006 | Hijos de Acosvinchos                   | Lima                 |
| 2007 | Cooperativa Bolognesi                  | Lima                 |
| 2008 | Íntimo Cable Visión                    | Lima                 |
| 2009 | Juventud La Rural                      | Lima                 |
| 2010 | Juventud Barranco                      | Huacho               |
| 2011 | Estudiantes Condestable                | Mala                 |
| 2012 | Dep. Municipal                         | Lima                 |
| 2013 | Aipsa                                  | Paramonga            |
| 2014 | Aurora Chancayllo                      | Chancay              |
| 2015 | Dep. Independiente Miraflores (D.I.M.) | Lima                 |
| 2016 | Venus                                  | Huacho               |
| 2017 | Defensor Laure Sur                     | Chancay              |
| 2018 | Defensor Laure Sur                     | Chancay              |
| 2019 | Maristas                               | Huacho               |
| 2022 | Paz Soldán FBC                         | Aucallama            |
| 2023 | Dep. Huracán                           | Santa Rosa de Quives |
| 2024 | Real Independiente                     | Santa María          |

(*) Oscar Berckemeyer cambia de nombre a Jesús del Valle

#### Títulos por club
| Equipo                                     | Títulos |
| ------------------------------------------ | ------- |
| Atl. Independiente (San Vicente de Cañete) | 7       |
| Aurora Chancayllo (Chancay)                | 4       |
| Bella Esperanza (Cerro Azul)               | 4       |
| Social Huando (Huaral)                     | 2       |
| Juventud La Palma (Huacho)                 | 2       |
| Juventud Torre Blanca (Chancay)            | 2       |
| Defensor Laure Sur (Chancay)               | 2       |
| San José de Manzanares (Huacho)            | 2       |
| Telefunken 20 (Huaral)                     | 2       |
| Jesús del Valle (*)                        | 1       |
| Walter Ormeño (Imperial)                   | 1       |
| Unión Huaral                               | 1       |
| Dep. Municipal (Barranca)                  | 1       |
| Atl. Chalaco (Cañete)                      | 1       |
| Juventud La Joya (Chancay)                 | 1       |
| Sport Los Dinámicos (Chancay)              | 1       |
| Sporting Cristal (Supe Puerto)             | 1       |
| Virgen de Chapi                            | 1       |
| Deportivo AELU                             | 1       |
| Dep. La Esmeralda (Cañete)                 | 1       |
| Nicolás de Piérola (Huacho)                | 1       |
| Atl. Minero (Casapalca)                    | 1       |
| Hijos de Acosvinchos                       | 1       |
| Cooperativa Bolognesi                      | 1       |
| Íntimo Cable Visión                        | 1       |
| Juventud La Rural                          | 1       |
| Juventud Barranco (Huacho)                 | 1       |
| Estudiantes Condestable (Mala)             | 1       |
| Dep. Municipal                             | 1       |
| Aipsa (Paramonga)                          | 1       |
| Dep. Independiente Miraflores (D.I.M.)     | 1       |
| Venus (Huacho)                             | 1       |
| Maristas (Huacho)                          | 1       |
| Paz Soldán FBC (Aucallama)                 | 1       |
| Dep. Huracán (Santa Rosa de Quives)        | 1       |
| Real Independiente (Santa María)           | 1       |

### Liga Departamental de Loreto
La Liga Departamental de Loreto fue fundada el 4 de julio de 1975.
| Año  | Campeón               | Ciudad     |
| ---- | --------------------- | ---------- |
| 1966 | CNI                   | Iquitos    |
| 1967 | CNI                   | Iquitos    |
| 1968 | CNI                   | Iquitos    |
| 1969 | CNI                   | Iquitos    |
| 1970 | CNI                   | Iquitos    |
| 1971 | Politécnico           | Iquitos    |
| 1972 | CNI                   | Iquitos    |
| 1973 | Sport Loreto          | Pucallpa   |
| 1974 | Exalumnos Agustinos   | Iquitos    |
| 1975 | Deportivo Aviación    | Iquitos    |
| 1976 | Deportivo Aviación    | Iquitos    |
| 1977 | Deportivo Aviación    | Iquitos    |
| 1978 | Exalumnos Agustinos   | Iquitos    |
| 1979 | Deportivo Aviación    | Iquitos    |
| 1980 | Sport Molinera Giulfo | Iquitos    |
| 1981 | Sport Molinera Giulfo | Iquitos    |
| 1982 | Sport Alfonso Ugarte  | Iquitos    |
| 1983 | Capitán Clavero       | Iquitos    |
| 1984 | Hungaritos Agustinos  | Iquitos    |
| 1985 | Exalumnos Agustinos   | Iquitos    |
| 1986 | Capitán Clavero       | Iquitos    |
| 1987 | Agricobank            | Contamana  |
| 1988 | Deportivo Cahuide     | Requena    |
| 1989 | Sport Loreto          | Yurimaguas |
| 1990 | Sport Nauta           | Nauta      |
| 1991 | Deportivo Cahuide     | Requena    |
| 1992 | Libertad              | Iquitos    |
| 1993 | Politécnico           | Iquitos    |
| 1994 | Libertad              | Iquitos    |

| Año  | Campeón              | Ciudad    |
| ---- | -------------------- | --------- |
| 1995 | Athletic José Pardo  | Iquitos   |
| 1996 | CNI                  | Iquitos   |
| 1997 | CNI                  | Iquitos   |
| 1998 | CNI                  | Iquitos   |
| 1999 | Athletic José Pardo  | Iquitos   |
| 2000 | Deportivo UNAP       | Iquitos   |
| 2001 | CNI                  | Iquitos   |
| 2002 | CNI                  | Iquitos   |
| 2003 | Deportivo UNAP       | Iquitos   |
| 2004 | Deportivo UNAP       | Iquitos   |
| 2005 | CNI                  | Iquitos   |
| 2006 | CNI                  | Iquitos   |
| 2007 | Deportivo UNAP       | Iquitos   |
| 2008 | CNI                  | Iquitos   |
| 2009 | Deportivo UNAP       | Iquitos   |
| 2010 | Los Tigres           | Iquitos   |
| 2011 | Los Tigres           | Iquitos   |
| 2012 | Alianza Cristiana    | Andoas    |
| 2013 | Bolívar              | Iquitos   |
| 2014 | CNI FC               | Iquitos   |
| 2015 | Bolívar              | Iquitos   |
| 2016 | Estudiantil CNI      | Iquitos   |
| 2017 | Estudiantil CNI      | Iquitos   |
| 2018 | Estudiantil CNI      | Iquitos   |
| 2019 | Comerciantes FC      | Belén     |
| 2022 | Estudiantil CNI      | Iquitos   |
| 2023 | Atlético Hospital FC | Contamana |
| 2024 | Estudiantil CNI      | Iquitos   |

#### Títulos por club
| Equipo                       | Títulos |
| ---------------------------- | ------- |
| CNI                          | 14      |
| Dep. UNAP                    | 5       |
| Estudiantil CNI              | 5       |
| Dep. Aviación                | 4       |
| Exalumnos Agustinos          | 3       |
| Capitán Clavero              | 2       |
| Sport Molinera Giulfo        | 2       |
| Dep. Cahuide (Requena)       | 2       |
| Politécnico                  | 2       |
| Libertad                     | 2       |
| Los Tigres                   | 2       |
| Bolívar                      | 2       |
| Ath. José Pardo              | 2       |
| Sport Loreto (Pucallpa)      | 1       |
| Sport Alfonso Ugarte         | 1       |
| Hungaritos Agustinos         | 1       |
| Agricobank (Contamana)       | 1       |
| Sport Loreto (Yurimaguas)    | 1       |
| Sport Nauta                  | 1       |
| Alianza Cristiana (Andoas)   | 1       |
| CNI FC                       | 1       |
| Comerciantes FC (Belén)      | 1       |
| Atl. Hospital FC (Contamana) | 1       |

### Liga Departamental de Madre de Dios
La Liga Departamental de Madre de Dios fue fundada el 22 de abril de 1966.
| Año  | Campeón                   | Ciudad         |
| ---- | ------------------------- | -------------- |
| 1966 | Sacachispas               | Pto. Maldonado |
| 1967 | Dep. Maldonado            | Pto. Maldonado |
| 1968 | Mariscal Cáceres          | Pto. Maldonado |
| 1969 | Mariscal Cáceres          | Pto. Maldonado |
| 1970 | Fray Martín de Porres     | Pto. Maldonado |
| 1971 | Sacachispas               | Pto. Maldonado |
| 1972 | Fray Martín de Porres     | Pto. Maldonado |
| 1973 | Colegio Nac. Billinghurst | Pto. Maldonado |
| 1974 | Colegio Nac. Billinghurst | Pto. Maldonado |
| 1975 | Sp. Miguel Grau           | Pto. Maldonado |
| 1976 | Sp. Miguel Grau           | Pto. Maldonado |
| 1977 | Sp. Miguel Grau           | Pto. Maldonado |
| 1978 | Juventud La Joya          | Pto. Maldonado |
| 1979 | Dep. Maldonado            | Pto. Maldonado |
| 1980 | Juventud La Joya          | Pto. Maldonado |
| 1981 | Juventud La Joya          | Pto. Maldonado |
| 1982 | Juventud La Joya          | Pto. Maldonado |
| 1983 | Juventud La Joya          | Pto. Maldonado |
| 1984 | Dep. Maldonado            | Pto. Maldonado |
| 1985 | N/A                       |                |
| 1986 | Dep. Maldonado            | Pto. Maldonado |
| 1987 | Dep. Maldonado            | Pto. Maldonado |
| 1988 | N/A                       |                |
| 1989 | Dep. Maldonado            | Pto. Maldonado |
| 1990 | N/A                       |                |
| 1991 | N/A                       |                |
| 1992 | Dep. Maldonado            | Pto. Maldonado |
| 1993 | Treinta de Agosto         | Pto. Maldonado |
| 1994 | Estudiantes Unidos        | Pto. Maldonado |

| Año  | Campeón               | Ciudad         |
| ---- | --------------------- | -------------- |
| 1995 | Estudiantes Unidos    | Pto. Maldonado |
| 1996 | Estudiantes Unidos    | Pto. Maldonado |
| 1997 | Treinta de Agosto     | Pto. Maldonado |
| 1998 | Sp. Miguel Grau       | Pto. Maldonado |
| 1999 | Dep. Maldonado        | Pto. Maldonado |
| 2000 | Hospital Santa Rosa   | Pto. Maldonado |
| 2001 | Treinta de Agosto     | Pto. Maldonado |
| 2002 | Treinta de Agosto     | Pto. Maldonado |
| 2003 | Atl. Porteño          | Pto. Maldonado |
| 2004 | Fray Martín de Porres | Pto. Maldonado |
| 2005 | Fray Martín de Porres | Pto. Maldonado |
| 2006 | Minsa FBC             | Pto. Maldonado |
| 2007 | Minsa FBC             | Pto. Maldonado |
| 2008 | Juventud La Joya      | Pto. Maldonado |
| 2009 | Minsa FBC             | Pto. Maldonado |
| 2010 | Juventud La Joya      | Pto. Maldonado |
| 2011 | Minsa FBC             | Pto. Maldonado |
| 2012 | Minsa FBC             | Pto. Maldonado |
| 2013 | Treinta de Agosto     | Pto. Maldonado |
| 2014 | Minsa FBC             | Pto. Maldonado |
| 2015 | Minsa FBC             | Pto. Maldonado |
| 2016 | Minsa FBC             | Pto. Maldonado |
| 2017 | Dep. Maldonado        | Pto. Maldonado |
| 2018 | Dep. Maldonado        | Pto. Maldonado |
| 2019 | Dep. Maldonado        | Pto. Maldonado |
| 2022 | Dep. Maldonado        | Pto. Maldonado |
| 2023 | FC La Masía Nace      | Huepetuhe      |
| 2024 | Alto Rendimiento      | Inambari       |

#### Títulos por club
| Equipo                       | Títulos |
| ---------------------------- | ------- |
| Dep. Maldonado               | 12      |
| Minsa FBC                    | 8       |
| Juventud La Joya             | 7       |
| Treinta de Agosto            | 5       |
| Fray Martín de Porres        | 4       |
| Sp. Miguel Grau              | 4       |
| Estudiantes Unidos           | 3       |
| Mariscal Cáceres             | 2       |
| Sacachispas                  | 2       |
| Colegio Nac. Billinghurst    | 2       |
| Hospital Santa Rosa          | 1       |
| Atl. Porteño                 | 1       |
| FC La Masía Nace (Huepetuhe) | 1       |
| Alto Rendimiento (Inambari)  | 1       |

### Liga Departamental de Moquegua
La Liga Departamental de Moquegua fue fundada el 19 de octubre de 1972.
| Año  | Campeón                  | Ciudad       |
| ---- | ------------------------ | ------------ |
| 1966 | Atl. Huracán             | Moquegua     |
| 1967 | Atl. Huracán             | Moquegua     |
| 1968 | Escuela Normal           | Moquegua     |
| 1969 | AJ Estudiantes Católicos | Ciudad Nueva |
| 1970 | Social Chalaca           | Ilo          |
| 1971 | Social Chalaca           | Ilo          |
| 1972 | Dep. Coishco             | Ilo          |
| 1973 | Dep. Coishco             | Ilo          |
| 1974 | La Breña                 | Moquegua     |
| 1975 | La Breña                 | Moquegua     |
| 1976 | Unión Pesquero           | Ilo          |
| 1977 | La Breña                 | Moquegua     |
| 1978 | La Breña                 | Moquegua     |
| 1979 | La Breña                 | Moquegua     |
| 1980 | Mariscal Nieto           | Ilo          |
| 1981 | La Breña                 | Moquegua     |
| 1982 | Atl. Huracán             | Moquegua     |
| 1983 | Atl. Huracán             | Moquegua     |
| 1984 | Mariscal Nieto           | Ilo          |
| 1985 | Juvenil Los Ángeles      | Moquegua     |
| 1986 | Unión América            | Ilo          |
| 1987 | Mariscal Nieto           | Ilo          |
| 1988 | Juvenil Los Ángeles      | Moquegua     |
| 1989 | Mariscal Nieto           | Ilo          |
| 1990 | N/A                      |              |
| 1991 | N/A                      |              |
| 1992 | N/A                      |              |
| 1993 | América                  |              |
| 1994 | Mariscal Nieto           | Ilo          |

| Año  | Campeón                            | Ciudad         |
| ---- | ---------------------------------- | -------------- |
| 1995 | Atl. Huracán                       | Moquegua       |
| 1996 | Atl. Huracán                       | Moquegua       |
| 1997 | Atl. Huracán                       | Moquegua       |
| 1998 | Peñarol                            | Ilo            |
| 1999 | La Breña                           | Moquegua       |
| 2000 | La Breña                           | Moquegua       |
| 2001 | Mariscal Nieto                     | Ilo            |
| 2002 | Mariscal Nieto                     | Ilo            |
| 2003 | Dep. Enersur                       | Ilo            |
| 2004 | Dep. Enersur                       | Ilo            |
| 2005 | Atl. Huracán                       | Moquegua       |
| 2006 | Dep. Enersur                       | Ilo            |
| 2007 | Acad. Ticsani                      | Moquegua       |
| 2008 | Cobresol FBC                       | Moquegua       |
| 2009 | Dep. Enersur                       | Ilo            |
| 2010 | Atl. Huracán                       | Moquegua       |
| 2011 | Atl. Huracán                       | Moquegua       |
| 2012 | Social Episa                       | Ilo            |
| 2013 | Estudiantes Alas Peruanas          | Moquegua       |
| 2014 | Mariscal Nieto                     | Ilo            |
| 2015 | Dep. Enersur                       | Ilo            |
| 2016 | Dep. Enersur                       | Ilo            |
| 2017 | Credicoop San Cristóbal            | Samegua        |
| 2018 | Credicoop San Cristóbal            | Samegua        |
| 2019 | Credicoop San Cristóbal            | Samegua        |
| 2022 | Credicoop San Cristóbal            | Samegua        |
| 2023 | Hijos del Altiplano y del Pacífico | Ilo            |
| 2024 | FCR San Antonio                    | Mariscal Nieto |

#### Títulos por club
| Equipo                             | Títulos |
| ---------------------------------- | ------- |
| Atl. Huracán                       | 10      |
| Mariscal Nieto (Ilo)               | 8       |
| La Breña                           | 8       |
| Dep. Enersur (Ilo)                 | 6       |
| Credicoop San Cristóbal (Samegua)  | 4       |
| Social Chalaca (Ilo)               | 2       |
| Dep. Coishco (Ilo)                 | 2       |
| Juvenil Los Ángeles                | 2       |
| Escuela Normal                     | 1       |
| AJ Estudiantes Católicos           | 1       |
| Unión Pesquero (Ilo)               | 1       |
| Unión América (Ilo)                | 1       |
| América                            | 1       |
| Peñarol (Ilo)                      | 1       |
| Acad. Ticsani                      | 1       |
| Cobresol FBC                       | 1       |
| Social Episa (Ilo)                 | 1       |
| Estudiantes Alas Peruanas          | 1       |
| Hijos del Altiplano y del Pacífico | 1       |
| FCR San Antonio                    | 1       |

### Liga Departamental de Pasco
La Liga Departamental de Pasco fue fundada el 31 de mayo de 1976.
| Año  | Campeón                                   | Ciudad          |
| ---- | ----------------------------------------- | --------------- |
| 1966 | Carlos Valdivieso                         | Atacocha        |
| 1967 | Estudiantil Carrión                       | Cerro de Pasco  |
| 1968 | Centro Tarmeño                            | Cerro de Pasco  |
| 1969 | Sp. Ideal                                 | Huariaca        |
| 1970 | Carlos Valdivieso                         | Atacocha        |
| 1971 | Alianza Huarón                            | Huayllay        |
| 1972 | Estudiantil Carrión                       | Cerro de Pasco  |
| 1973 | Estudiantil Carrión                       | Cerro de Pasco  |
| 1974 | Unión Minas                               | Atacocha        |
| 1975 | Unión Minas                               | Atacocha        |
| 1976 | Unión Minas                               | Atacocha        |
| 1977 | Unión Minas                               | Cerro de Pasco  |
| 1978 | Unión Minas                               | Cerro de Pasco  |
| 1979 | Univ. Nac. Daniel A. Carrión (U.N.D.A.C.) | Cerro de Pasco  |
| 1980 | Univ. Nac. Daniel A. Carrión (U.N.D.A.C.) | Cerro de Pasco  |
| 1981 | Planta de Carbón                          | Goyllarisquizga |
| 1982 | Universitario                             | Chontabamba     |
| 1983 | Estudiantil Carrión                       | Cerro de Pasco  |
| 1984 | Unión Minas                               | Cerro de Pasco  |
| 1985 | Unión Minas                               | Uchuchaucca     |
| 1986 | Universitario                             | Chontabamba     |
| 1987 | Univ. Nac. Daniel A. Carrión (U.N.D.A.C.) | Cerro de Pasco  |
| 1988 | Univ. Nac. Daniel A. Carrión (U.N.D.A.C.) | Cerro de Pasco  |
| 1989 | Univ. Nac. Daniel A. Carrión (U.N.D.A.C.) | Cerro de Pasco  |
| 1990 | Univ. Nac. Daniel A. Carrión (U.N.D.A.C.) | Cerro de Pasco  |
| 1991 | Operaciones Tajo                          | Colquijirca     |
| 1992 | N/A                                       |                 |
| 1993 | Unión Mercado                             | Villa Rica      |
| 1994 | Universitario                             | Yanacancha      |

| Año  | Campeón                                   | Ciudad         |
| ---- | ----------------------------------------- | -------------- |
| 1995 | Dep. Berna                                | Oxapampa       |
| 1996 | Unión Social Oxapampa                     | Oxapampa       |
| 1997 | Sp. Sausa                                 | Cerro de Pasco |
| 1998 | Univ. Nac. Daniel A. Carrión (U.N.D.A.C.) | Cerro de Pasco |
| 1999 | Nueva Berna                               | Chontabamba    |
| 2000 | Univ. Nac. Daniel A. Carrión (U.N.D.A.C.) | Cerro de Pasco |
| 2001 | Unión Mercado                             | Villa Rica     |
| 2002 | Univ. Nac. Daniel A. Carrión (U.N.D.A.C.) | Cerro de Pasco |
| 2003 | Columna Pasco                             | Cerro de Pasco |
| 2004 | Cultural Guadalupe                        | Huariaca       |
| 2005 | Real Generación Aprominc                  | Huayllay       |
| 2006 | Real Generación Aprominc                  | Huayllay       |
| 2007 | Columna Pasco                             | Cerro de Pasco |
| 2008 | Dep. Municipal                            | Yanahuanca     |
| 2009 | Sp. Ticlacayán                            | Ticlacayán     |
| 2010 | Sp. Ticlacayán                            | Ticlacayán     |
| 2011 | Juventud Ticlacayán                       | Ticlacayán     |
| 2012 | Asociación Rancas                         | Simón Bolívar  |
| 2013 | Real Santiago Allauca                     | Tapuc          |
| 2014 | Ecosem Huaraucaca                         | Tinyahuarco    |
| 2015 | Alipio Ponce                              | Yanacancha     |
| 2016 | AD Municipal                              | Oxapampa       |
| 2017 | Dep. Municipal                            | Yanahuanca     |
| 2018 | Dep. Municipal                            | Yanahuanca     |
| 2019 | Juventud Municipal de Agomarca            | Paucartambo    |
| 2022 | Ecosem Pasco                              | Tinyahuarco    |
| 2023 | Ecosem Pasco                              | Tinyahuarco    |
| 2024 | Sociedad Tiro N.° 28                      | Tinyahuarco    |

#### Títulos por club
| Equipo                                       | Títulos |
| -------------------------------------------- | ------- |
| Univ. Nac. Daniel A. Carrión (U.N.D.A.C.)    | 9       |
| Estudiantil Carrión                          | 4       |
| Unión Minas (Cerro de Pasco)                 | 3       |
| Unión Minas (Atacocha)                       | 3       |
| Dep. Municipal (Yanahuanca)                  | 3       |
| Carlos Valdivieso (Atacocha)                 | 2       |
| Unión Mercado (Villa Rica)                   | 2       |
| Real Generación Aprominc (Huayllay)          | 2       |
| Columna Pasco                                | 2       |
| Sp. Ticlacayán (Ticlayán)                    | 2       |
| Ecosem Pasco                                 | 2       |
| Universitario (Chontabamba)                  | 2       |
| Sp. Ideal (Huariaca)                         | 1       |
| Centro Tarmeño (Cerro de Pasco)              | 1       |
| Alianza Huarón (Huayllay)                    | 1       |
| Planta de Carbón (Goyllarisquizga)           | 1       |
| Dep. Cóndor (Ninacaca)                       | 1       |
| Universitario (Yanacancha)                   | 1       |
| Dep. Berna (Oxapampa)                        | 1       |
| Unión Social Oxapampa                        | 1       |
| Sp. Sausa                                    | 1       |
| Nueva Berna (Chontabamba)                    | 1       |
| Cultural Guadalupe (Huariaca)                | 1       |
| Juventud Ticlacayán (Ticlacayán)             | 1       |
| Asociación Rancas (Simón Bolívar)            | 1       |
| Real Santiago Allauca (Tapuc)                | 1       |
| Ecosem Huaraucaca (Tinyahuarco)              | 1       |
| Alipio Ponce (Yanacancha)                    | 1       |
| AD Municipal (Oxapampa)                      | 1       |
| Juventud Municipal de Agomarca (Paucartambo) | 1       |
| Unión Minas (Uchucchacua)                    | 1       |
| Sociedad Tiro N.° 28                         | 1       |

### Liga Departamental de Piura
La Liga Departamental de Piura fue fundada el 4 de agosto de 1989.
| Año  | Campeón                      | Ciudad      |
| ---- | ---------------------------- | ----------- |
| 1966 | Alianza Atlético             | Sullana     |
| 1967 | Sport Chorrillos             | Talara      |
| 1968 | Alianza Atlético             | Sullana     |
| 1969 | Atlético Torino              | Talara      |
| 1970 | Unión Deportiva Talara       | Talara      |
| 1971 | Atlético Grau                | Piura       |
| 1972 | Storm                        | Negritos    |
| 1973 | Sport Blondell               | Talara      |
| 1974 | Atlético Torino              | Talara      |
| 1975 | Storm                        | Negritos    |
| 1976 | Atlético Torino              | Talara      |
| 1977 | Sport Bellavista             | Sullana     |
| 1978 | Univ. Nac. de Piura (U.N.P.) | Piura       |
| 1979 | Sp. Bellavista               | Sullana     |
| 1980 | Atlético Grau                | Piura       |
| 1981 | Atlético Grau                | Piura       |
| 1982 | Sport Liberal                | Piura       |
| 1983 | Alianza Atlético             | Sullana     |
| 1984 | Atlético Grau                | Piura       |
| 1985 | Univ. Nac. de Piura (U.N.P.) | Piura       |
| 1986 | Alianza Atlético             | Sullana     |
| 1987 | Atlético Torino              | Talara      |
| 1988 | Nueva Esperanza              | Piura Oeste |
| 1989 | Sport Túpac Amaru            | Sullana     |
| 1990 | José Olaya                   | Talara      |
| 1991 | Defensor Buenos Aires        | Sullana     |
| 1992 | San Miguel                   | La Arena    |
| 1993 | Atl. Grau de Mallaritos      | Marcavelica |
| 1994 | Atlético Torino              | Talara      |

| Año  | Campeón                      | Ciudad       |
| ---- | ---------------------------- | ------------ |
| 1995 | Sport Túpac Amaru            | Sullana      |
| 1996 | IMI                          | Talara       |
| 1997 | Atlético Grau                | Piura        |
| 1998 | IMI                          | Talara       |
| 1999 | Univ. Nac. de Piura (U.N.P.) | Piura        |
| 2000 | Atlético Grau                | Piura        |
| 2001 | Atlético Grau                | Piura        |
| 2002 | Atlético Grau                | Piura        |
| 2003 | Atlético Grau                | Piura        |
| 2004 | Academia Municipal           | Talara       |
| 2005 | UDT Aviación                 | Talara       |
| 2006 | Olimpia FC                   | La Unión     |
| 2007 | Cosmos                       | Talara       |
| 2008 | Atlético Torino              | Talara       |
| 2009 | Atlético Grau                | Piura        |
| 2010 | Atlético Grau                | Piura        |
| 2011 | José Olaya                   | Sechura      |
| 2012 | José Olaya                   | Paita        |
| 2013 | Defensor La Bocana           | Sechura      |
| 2014 | Defensor La Bocana           | Sechura      |
| 2015 | Defensor La Bocana           | Sechura      |
| 2016 | Atlético Grau                | Piura        |
| 2017 | Atlético Grau                | Piura        |
| 2018 | Atlético Torino              | Talara       |
| 2019 | Sport Chorrillos             | Querecotillo |
| 2022 | Atlético Torino              | Talara       |
| 2023 | Olimpia FC                   | La Unión     |
| 2024 | Juventud Cautivo             | El Faique    |

#### Títulos por club
| Equipo                                | Títulos |
| ------------------------------------- | ------- |
| Atlético Grau                         | 13      |
| Atlético Torino                       | 8       |
| Alianza Atlético (Sullana)            | 4       |
| Defensor La Bocana (Sechura)          | 3       |
| Univ. Nac. de Piura (U.N.P.)          | 3       |
| IMI (Talara)                          | 2       |
| Storm (Negritos)                      | 2       |
| Sport Bellavista (Sullana)            | 2       |
| Sport Túpac Amaru (Sullana)           | 2       |
| Olimpia FC (La Unión)                 | 2       |
| Sport Chorrillos (Talara)             | 1       |
| Unión Deportiva Talara                | 1       |
| Sport Blondell (Talara)               | 1       |
| Sport Liberal                         | 1       |
| Nueva Esperanza (Piura Oeste)         | 1       |
| José Olaya (Talara)                   | 1       |
| Defensor Buenos Aires (Sullana)       | 1       |
| San Miguel (La Arena)                 | 1       |
| Atl. Grau de Mallaritos (Marcavelica) | 1       |
| Academia Municipal (Talara)           | 1       |
| UDT Aviación (Talara)                 | 1       |
| Cosmos (Talara)                       | 1       |
| José Olaya (Sechura)                  | 1       |
| José Olaya (Paita)                    | 1       |
| Sport Chorrillos (Querecotillo)       | 1       |
| Juventud Cautivo (El Faique)          | 1       |

### Liga Departamental de Puno
La Liga Departamental de Puno fue fundada el 12 de noviembre de 1971.
| Año  | Campeón                     | Ciudad  |
| ---- | --------------------------- | ------- |
| 1966 | Unión Carolina              | Puno    |
| 1967 | Unión Carolina              | Puno    |
| 1968 | Dep. Salesianos             | Puno    |
| 1969 | Dep. Salesianos             | Puno    |
| 1970 | Dep. Salesianos             | Puno    |
| 1971 | Alfonso Ugarte              | Puno    |
| 1972 | Alfonso Ugarte              | Puno    |
| 1973 | Alfonso Ugarte              | Puno    |
| 1974 | Dep. Salesianos             | Puno    |
| 1975 | Dep. Universitario (U.N.A.) | Puno    |
| 1976 | American Star               | Juliaca |
| 1977 | Dep. Universitario (U.N.A.) | Puno    |
| 1978 | American Star               | Juliaca |
| 1979 | Carlos Varea                | Puno    |
| 1980 | American Star               | Juliaca |
| 1981 | Carlos Varea                | Puno    |
| 1982 | American Star               | Juliaca |
| 1983 | Atl. Agrario                | Puno    |
| 1984 | Bancos Unidos               | Juliaca |
| 1985 | Dep. Salesianos             | Puno    |
| 1986 | Bancos Unidos               | Juliaca |
| 1987 | Dep. Salesianos             | Puno    |
| 1988 | Alianza Rural               | Ñuñoa   |
| 1989 | N/A                         |         |
| 1990 | N/A                         |         |
| 1991 | Dep. Salesianos             | Puno    |
| 1992 | Carlos Varea                | Puno    |
| 1993 | Lunar de Oro                | Putina  |
| 1994 | Alfonso Ugarte              | Puno    |

| Año  | Campeón                     | Ciudad      |
| ---- | --------------------------- | ----------- |
| 1995 | Dep. Universitario (U.N.A.) | Puno        |
| 1996 | Dep. Universitario (U.N.A.) | Puno        |
| 1997 | Dep. Universitario (U.N.A.) | Puno        |
| 1998 | Alfonso Ugarte              | Puno        |
| 1999 | Alfonso Ugarte              | Puno        |
| 2000 | Alfonso Ugarte              | Puno        |
| 2001 | Alfonso Ugarte              | Puno        |
| 2002 | Franciscano San Román       | Juliaca     |
| 2003 | Franciscano San Román       | Juliaca     |
| 2004 | Franciscano San Román       | Juliaca     |
| 2005 | Alfonso Ugarte              | Puno        |
| 2006 | Unión Carolina              | Puno        |
| 2007 | Real Carolino               | Puno        |
| 2008 | Diablos Rojos               | Juliaca     |
| 2009 | Diablos Rojos               | Juliaca     |
| 2010 | Alianza Unicachi            | Yunguyo     |
| 2011 | Franciscano San Román       | Juliaca     |
| 2012 | Alfonso Ugarte              | Puno        |
| 2013 | Dep. Binacional             | Desaguadero |
| 2014 | Dep. Binacional             | Desaguadero |
| 2015 | Unión Fuerza Minera         | Putina      |
| 2016 | Unión Fuerza Minera         | Putina      |
| 2017 | Alfonso Ugarte              | Puno        |
| 2018 | Alfonso Ugarte              | Puno        |
| 2019 | Credicoop San Román         | Juliaca     |
| 2022 | FC Cahusiños                | San Miguel  |
| 2023 | Unión Angeles (Vizcachani)  | Pucará      |
| 2024 | Unión Soratira              | Azángaro    |

#### Títulos por club
| Equipo                          | Títulos |
| ------------------------------- | ------- |
| Alfonso Ugarte                  | 12      |
| Dep. Salesianos                 | 7       |
| Dep. Universitario (U.N.A.)     | 5       |
| American Star (Juliaca)         | 4       |
| Franciscano San Román (Juliaca) | 4       |
| Unión Carolina                  | 3       |
| Carlos Varea (Puno)             | 3       |
| Diablos Rojos (Juliaca)         | 2       |
| Bancos Unidos (Juliaca)         | 2       |
| Dep. Binacional (Desaguadero)   | 2       |
| Unión Fuerza Minera (Putina)    | 2       |
| Atl. Agrario                    | 1       |
| Alianza Rural (Ñuñoa)           | 1       |
| Lunar de Oro (Putina)           | 1       |
| Real Carolino                   | 1       |
| Alianza Unicachi (Yunguyo)      | 1       |
| Credicoop San Román (Juliaca)   | 1       |
| FC Cahusiños (San Miguel)       | 1       |
| Unión Angeles (Vizcachani)      | 1       |
| Unión Soratira (Azángaro)       | 1       |

### Liga Departamental de San Martín
La Liga Departamental de San Martín fue fundada el 26 de octubre de 1972.
| Año  | Campeón                | Ciudad     |
| ---- | ---------------------- | ---------- |
| 1966 | Atlético Belén         | Moyobamba  |
| 1967 | Unión Progreso         | Moyobamba  |
| 1968 | Cultural Juanjuí       | Juanjuí    |
| 1969 | Cultural Juanjuí       | Juanjuí    |
| 1970 | Cultural Juanjuí       | Juanjuí    |
| 1971 | Cultural Juanjuí       | Juanjuí    |
| 1972 | Saposoa FBC            | Saposoa    |
| 1973 | Sargento Tejada        | Moyobamba  |
| 1974 | Deportivo Cali         | Tarapoto   |
| 1975 | Deportivo Hospital     | Moyobamba  |
| 1976 | Deportivo Hospital     | Moyobamba  |
| 1977 | Dep. Unidad de Salud   | Juanjuí    |
| 1978 | Deportivo Hospital     | Moyobamba  |
| 1979 | Unión Zona Agraria (*) | Tarapoto   |
| 1980 | Unión Zona Agraria (*) | Tarapoto   |
| 1981 | Deportivo Cali         | Tarapoto   |
| 1982 | Deportivo Cali         | Tarapoto   |
| 1983 | Deportivo Cali         | Tarapoto   |
| 1984 | Siete de Agosto        | Moyobamba  |
| 1985 | Siete de Agosto        | Moyobamba  |
| 1986 | Hospital Rural         | Bellavista |
| 1987 | Unión Tarapoto         | Tarapoto   |
| 1988 | Cultural Juanjuí       | Juanjuí    |
| 1989 | Deportivo Comercio     | Moyobamba  |
| 1990 | Deportivo El Tumi      | Tarapoto   |
| 1991 | Santa Rosa             | Tarapoto   |
| 1992 | Deportivo San Antonio  | Uchiza     |
| 1993 | Asoc. Dep. Ingeniería  | Tarapoto   |
| 1994 | Atlético Nacional      | Campanilla |

| Año  | Campeón                | Ciudad           |
| ---- | ---------------------- | ---------------- |
| 1995 | Deportivo El Tumi      | Tarapoto         |
| 1996 | Deportivo El Tumi      | Tarapoto         |
| 1997 | Power Maíz             | Picota           |
| 1998 | Hospital Rural         | Picota           |
| 1999 | Deportivo El Tumi      | Tarapoto         |
| 2000 | Power Maíz             | Picota           |
| 2001 | Deportivo Comercio     | Juanjui          |
| 2002 | Atlético Belén         | Moyobamba        |
| 2003 | Deportivo Pesquero     | Moyobamba        |
| 2004 | Deportivo El Tumi      | Tarapoto         |
| 2005 | Huallaga FBC           | Saposoa          |
| 2006 | Deportivo Comercio     | Juanjuí          |
| 2007 | Deportivo El Tumi      | Tarapoto         |
| 2008 | Santa Rosa             | Tarapoto         |
| 2009 | Unión Tarapoto         | Tarapoto         |
| 2010 | Unión Comercio         | Nva. Cajamarca   |
| 2011 | Huallaga FBC           | Saposoa          |
| 2012 | Deportivo Santos       | La Banda         |
| 2013 | Deportivo Cali         | Tarapoto         |
| 2014 | Atl. Nacional          | Campanilla       |
| 2015 | Constructora Trujillo  | Jepelacio        |
| 2016 | San José               | Agua Blanca      |
| 2017 | José Carlos Mariátegui | San Hilarión     |
| 2018 | Unión Tarapoto         | Tarapoto         |
| 2019 | Dorado FC              | San José de Sisa |
| 2022 | Academia CIMAC         | Bellavista       |
| 2023 | A.D. Tauishco (A.D.T.) | Moyobamba        |
| 2024 | Deportivo Ucrania      | Nva. Cajamarca   |
| 2025 | Grandez FC             | Tarapoto         |

- Unión Zona Agraria cambia de nombre a Unión Tarapoto

#### Títulos por club
| Equipo                                | Títulos |                                      |
| ------------------------------------- | ------- | ------------------------------------ |
| Deportivo El Tumi (Tarapoto)          | 6       |                                      |
| Deportivo Cali (Tarapoto)             | 5       |                                      |
| Cultural Juanjuí (Juanjuí)            | 5       |                                      |
| Unión Tarapoto (*)                    | 5       |                                      |
| Deportivo Hospital                    | 3       |                                      |
| Deportivo Comercio (Juanjui)          | 2       |                                      |
| Siete de Agosto                       | 2       |                                      |
| Atlético Belén                        | 2       |                                      |
| Huallaga FBC (Saposoa)                | 2       |                                      |
| Power Maíz (Picota)                   | 2       |                                      |
| Santa Rosa (Tarapoto)                 | 2       |                                      |
| Atlético Nacional (Campanilla)        | 2       |                                      |
| Unión Progreso                        | 1       |                                      |
| Saposoa FBC                           | 1       |                                      |
| Deportivo Comercio (Moyobamba)        | 1       |                                      |
| Sargento Tejada                       | 1       |                                      |
| Dep. Unidad de Salud (Juanjuí)        | 1       |                                      |
| Hospital Rural (Bellavista)           | 1       |                                      |
| Deportivo Comercio                    | 1       |                                      |
| Deportivo San Antonio (Uchiza)        | 1       |                                      |
| Asoc. Dep. Ingeniería (Tarapoto)      | 1       |                                      |
| Hospital Rural (Picota)               | 1       |                                      |
| Deportivo Pesquero                    | 1       |                                      |
| Unión Comercio (Nueva Cajamarca)      | 1       |                                      |
| Deportivo Santos (La Banda)           | 1       |                                      |
| Constructora Trujillo (Jepelacio)     | 1       |                                      |
| San José (Agua Blanca)                | 1       |                                      |
| José Carlos Mariátegui (San Hilarión) | 1       |                                      |
| Dorado FC (San José de Sisa)          | 1       |                                      |
| Academia CIMAC (Bellavista)           | 1       |                                      |
| A.D. Tauishco (A.D.T.)                | 1       |                                      |
| Deportivo Ucrania (Tarapoto)          | 1       | Club Deportivo Grandez FC (Tarapoto) |

### Liga Departamental de Tacna
La Liga Departamental de Tacna fue fundada el 5 de noviembre de 1976.
| Año  | Campeón                      | Ciudad  |
| ---- | ---------------------------- | ------- |
| 1966 | Coronel Bolognesi            | Tacna   |
| 1967 | Coronel Bolognesi            | Tacna   |
| 1968 | Mariscal Miller              | Tacna   |
| 1969 | Mariscal Miller              | Tacna   |
| 1970 | Coronel Bolognesi            | Tacna   |
| 1971 | Coronel Bolognesi            | Tacna   |
| 1972 | Coronel Bolognesi            | Tacna   |
| 1973 | Coronel Bolognesi            | Tacna   |
| 1974 | Coronel Bolognesi            | Tacna   |
| 1975 | Defensor Tacna               | Tacna   |
| 1976 | Mariscal Miller              | Tacna   |
| 1977 | Mariscal Miller              | Tacna   |
| 1978 | Mariscal Miller              | Tacna   |
| 1979 | Química Sol                  | Sama    |
| 1980 | Dep. Victoria                | Tacna   |
| 1981 | Defensor Tacna               | Tacna   |
| 1982 | Universitario                | Tacna   |
| 1983 | Universitario                | Tacna   |
| 1984 | Universitario                | Tacna   |
| 1985 | Defensor Arica               | Locumba |
| 1986 | Centauro Guardia Republicana | Tacna   |
| 1987 | Villa Hermosa                | Tacna   |
| 1988 | N/A                          |         |
| 1989 | N/A                          |         |
| 1990 | Mariscal Miller              | Tacna   |
| 1991 | N/A                          |         |
| 1992 | Universitario                | Tacna   |
| 1993 | Mariscal Cáceres             | Calana  |
| 1994 | Coronel Bolognesi            | Tacna   |

| Año  | Campeón              | Ciudad           |
| ---- | -------------------- | ---------------- |
| 1995 | Coronel Bolognesi    | Tacna            |
| 1996 | Coronel Bolognesi    | Tacna            |
| 1997 | Coronel Bolognesi    | Tacna            |
| 1998 | Coronel Bolognesi    | Tacna            |
| 1999 | Coronel Bolognesi    | Tacna            |
| 2000 | Coronel Bolognesi    | Tacna            |
| 2001 | Deportivo Bolito     | Tacna            |
| 2002 | Bureau               | A. de la Alianza |
| 2003 | Mariscal Miller      | Tacna            |
| 2004 | Mariscal Miller      | Tacna            |
| 2005 | Alfonso Ugarte       | Tacna            |
| 2006 | Alfonso Ugarte       | Tacna            |
| 2007 | Defensor Untac       | Tacna            |
| 2008 | Dínamo Solabaya      | Ilabaya          |
| 2009 | Mariscal Miller      | Tacna            |
| 2010 | Unión Alfonso Ugarte | G. Albarracín    |
| 2011 | Mariscal Miller      | Tacna            |
| 2012 | Bolognesi Zepita     | Ciudad Nueva     |
| 2013 | Coronel Bolognesi    | Tacna            |
| 2014 | Atl. San Pedro       | Candarave        |
| 2015 | Coronel Bolognesi    | Tacna            |
| 2016 | Coronel Bolognesi    | Tacna            |
| 2017 | Coronel Bolognesi    | Tacna            |
| 2018 | Unión Alfonso Ugarte | G. Albarracín    |
| 2019 | Coronel Bolognesi    | Tacna            |
| 2022 | Virgen de Natividad  | Tacna            |
| 2023 | Bentín Tacna Heroica | A. de la Alianza |
| 2024 | Bentín Tacna Heroica | A. de la Alianza |

#### Títulos por club
| Equipo                                     | Títulos |
| ------------------------------------------ | ------- |
| Coronel Bolognesi                          | 19      |
| Mariscal Miller                            | 10      |
| Universitario (Tacna)                      | 4       |
| Defensor Tacna                             | 2       |
| Alfonso Ugarte (Tacna)                     | 2       |
| Unión Alfonso Ugarte (Gregorio Albarracín) | 2       |
| Bentín Tacna Heroica (Alto de la Alianza)  | 2       |
| Química Sol (Sama)                         | 1       |
| Dep. Victoria                              | 1       |
| Defensor Arica (Locumba)                   | 1       |
| Centauro Guardia Republicana               | 1       |
| Villa Hermosa                              | 1       |
| Mariscal Cáceres (Calana)                  | 1       |
| Deportivo Bolito                           | 1       |
| Bureau (Distrito de Alto de la Alianza)    | 1       |
| Defensor Untac                             | 1       |
| Dínamo Solabaya (Ilabaya)                  | 1       |
| Bolognesi Zepita (Ciudad Nueva)            | 1       |
| Atl. San Pedro (Candarave)                 | 1       |
| Virgen de Natividad                        | 1       |

### Liga Departamental de Tumbes
La Liga Departamental de Tumbes fue fundada el 12 de marzo de 1978.
| Año  | Campeón                  | Ciudad              |
| ---- | ------------------------ | ------------------- |
| 1966 | Sport Tumbes             | Tumbes              |
| 1967 | Sport Tumbes             | Tumbes              |
| 1968 | Húsares de Junín         | Tumbes              |
| 1969 | Deportivo Ferrocarril    | Zarumilla           |
| 1970 | Círculo Rojo             | Tumbes              |
| 1971 | Húsares de Junín         | Tumbes              |
| 1972 | Húsares de Junín         | Tumbes              |
| 1973 | Húsares de Junín         | Tumbes              |
| 1974 | Municipal de Uña de Gato | Papayal             |
| 1975 | Sport Unión              | Zarumilla           |
| 1976 | Húsares de Junín         | Tumbes              |
| 1977 | Comercial Aguas Verdes   | Zarumilla           |
| 1978 | Comercial Aguas Verdes   | Zarumilla           |
| 1979 | Leoncio Prado            | Pampas del Hospital |
| 1980 | Palmeiras                | Papayal             |
| 1981 | Deportivo Arequipa       | Tumbes              |
| 1982 | Sport Pampas             | Pampas del Hospital |
| 1983 | Mariscal Castilla        | Tumbes              |
| 1984 | Mariscal Castilla        | Tumbes              |
| 1985 | Comercial Aguas Verdes   | Zarumilla           |
| 1986 | Comercial Aguas Verdes   | Zarumilla           |
| 1987 | Inca Juniors             | Tumbes              |
| 1988 | Deportivo Pacífico       | Zarumilla           |
| 1989 | Deportivo Promaresa      | La Cruz             |
| 1990 | Deportivo Promaresa      | La Cruz             |
| 1991 | Leoncio Prado            | Pampas del Hospital |
| 1992 | Sport Buenos Aires       | Tumbes              |
| 1993 | Sport Cabuyal            | Pampas del Hospital |
| 1994 | Alianza Tumbesina        | Tumbes              |

| Año  | Campeón                    | Ciudad              |
| ---- | -------------------------- | ------------------- |
| 1995 | Alianza Tumbesina          | Tumbes              |
| 1996 | Independiente Aguas Verdes | Aguas Verdes        |
| 1997 | Independiente Aguas Verdes | Aguas Verdes        |
| 1998 | Víctor Loli                | Tumbes              |
| 1999 | Independiente Aguas Verdes | Aguas Verdes        |
| 2000 | Sport Pampas               | Pampas del Hospital |
| 2001 | Sporting Pizarro           | Tumbes              |
| 2002 | Deportivo Independiente    | Tumbes              |
| 2003 | Sporting Pizarro           | Tumbes              |
| 2004 | Independiente Aguas Verdes | Aguas Verdes        |
| 2005 | Sporting Pizarro           | Tumbes              |
| 2006 | Sport Pampas               | Pampas del Hospital |
| 2007 | Unión Pacífico             | Tumbes              |
| 2008 | Renovación Pacífico        | Tumbes              |
| 2009 | Defensor San José          | Tumbes              |
| 2010 | Sporting Pizarro           | Tumbes              |
| 2011 | Sport Buenos Aires         | Tumbes              |
| 2012 | Sporting Pizarro           | Tumbes              |
| 2013 | Unión Deportiva Chulucanas | Aguas Verdes        |
| 2014 | Dep. Cristal Tumbes        | Tumbes              |
| 2015 | Dep. Cristal Tumbes        | Tumbes              |
| 2016 | Dep. Cristal Tumbes        | Tumbes              |
| 2017 | Independiente Aguas Verdes | Aguas Verdes        |
| 2018 | Deportivo Ferrocarril      | Zarumilla           |
| 2019 | Alianza Zorritos           | Zorritos            |
| 2022 | Deportivo Ferrocarril      | Zarumilla           |
| 2023 | Renovación Pacífico        | Tumbes              |
| 2024 | Sport Bolognesi            | Zarumilla           |

#### Títulos por club
| Equipo                                    | Títulos |
| ----------------------------------------- | ------- |
| Húsares de Junín                          | 5       |
| Sporting Pizarro                          | 5       |
| Independiente Aguas Verdes (Aguas Verdes) | 5       |
| Comercial Aguas Verdes (Zarumilla)        | 4       |
| Sport Pampas (Pampas de Hospital)         | 3       |
| Dep. Cristal Tumbes                       | 3       |
| Deportivo Ferrocarril (Zarumilla)         | 3       |
| Sport Tumbes                              | 2       |
| Mariscal Castilla                         | 2       |
| Leoncio Prado (Pampas de Hospital)        | 2       |
| Sport Buenos Aires                        | 2       |
| Alianza Tumbesina                         | 2       |
| Deportivo Promaresa (La Cruz)             | 2       |
| Renovación Pacífico                       | 2       |
| Círculo Rojo                              | 1       |
| Municipal de Uña de Gato (Papayal)        | 1       |
| Sport Unión (Zarumilla)                   | 1       |
| Palmeiras (Papayal)                       | 1       |
| Deportivo Arequipa (Tumbes)               | 1       |
| Inca Juniors                              | 1       |
| Deportivo Pacífico (Zarumilla)            | 1       |
| Sport Cabuyal (Pampas del Hospital)       | 1       |
| Víctor Loli                               | 1       |
| Deportivo Independiente                   | 1       |
| Unión Pacífico                            | 1       |
| Defensor San José                         | 1       |
| Unión Deportiva Chulucanas (Aguas Verdes) | 1       |
| Alianza Zorritos (Zorritos)               | 1       |
| Sport Bolognesi (Zarumilla)               | 1       |

### Liga Departamental de Ucayali
| Año  | Campeón                        | Ciudad      |
| ---- | ------------------------------ | ----------- |
| 1980 | Ostolaza Castilla              | Pucallpa    |
| 1981 | Ostolaza Castilla              | Pucallpa    |
| 1982 | Deportivo Hospital             | Pucallpa    |
| 1983 | Deportivo Cooptrip (*)         | Pucallpa    |
| 1984 | N/A                            |             |
| 1985 | N/A                            |             |
| 1986 | San Martín de Porres           | Pucallpa    |
| 1987 | Deportivo Hospital             | Pucallpa    |
| 1988 | Deportivo Bancos               | Pucallpa    |
| 1989 | Ostolaza Castilla              | Pucallpa    |
| 1990 | Cosmos                         | Aguaytía    |
| 1991 | Dep. Municipal de Calleria     | Pucallpa    |
| 1992 | N/A                            |             |
| 1993 | La Loretana                    | Pucallpa    |
| 1994 | Alianza Callao                 | Yarinacocha |
| 1995 | La Loretana                    | Pucallpa    |
| 1996 | San Martín de Porres           | Pucallpa    |
| 1997 | San Martín de Porres           | Pucallpa    |
| 1998 | San Martín de Porres           | Pucallpa    |
| 1999 | Atlético Callao                | Yarinacocha |
| 2000 | San Juan                       | Pucallpa    |
| 2001 | Univ. Nac. de Ucayali (U.N.U.) | Pucallpa    |

| Año  | Campeón                        | Ciudad         |
| ---- | ------------------------------ | -------------- |
| 2002 | San Juan                       | Pucallpa       |
| 2003 | San Juan                       | Pucallpa       |
| 2004 | San Juan                       | Pucallpa       |
| 2005 | Deportivo Hospital             | Pucallpa       |
| 2006 | Sport Loreto                   | Pucallpa       |
| 2007 | Univ. Nac. de Ucayali (U.N.U.) | Pucallpa       |
| 2008 | Tecnológico Campoverde         | Campoverde     |
| 2009 | Tecnológico Campoverde         | Campoverde     |
| 2010 | Deportivo Hospital             | Pucallpa       |
| 2011 | Defensor San Alejandro         | Irazola        |
| 2012 | Dep. Municipal de Purús        | Pto. Esperanza |
| 2013 | Sport Loreto                   | Pucallpa       |
| 2014 | Sport Loreto                   | Pucallpa       |
| 2015 | Dep. Municipal de Callería     | Pucallpa       |
| 2016 | Defensor Neshuya               | Neshuya        |
| 2017 | Comandante Alvariño            | Masisea        |
| 2018 | Colegio Comercio N° 64         | Pucallpa       |
| 2019 | Dep. Municipal de Aguaytía     | Aguaytía       |
| 2022 | Colegio Comercio N° 64         | Pucallpa       |
| 2023 | Inter FC                       | Manantay       |
| 2024 | Rauker FC                      | Callería       |
| 2025 | Colegio Comercio N° 64         | Pucallpa       |

(*) Dep. Cooptrip cambió de nombre a  Dep. Pucallpa

#### Títulos por club
| Equipo                                   | Títulos |
| ---------------------------------------- | ------- |
| Dep. Hospital                            | 4       |
| San Martín de Porres                     | 4       |
| San Juan                                 | 4       |
| Colegio Comercio N° 64                   | 3       |
| Sport Loreto                             | 3       |
| Ostolaza Castilla                        | 3       |
| Tecnológico Campoverde (Campoverde)      | 2       |
| La Loretana                              | 2       |
| Univ. Nac. de Ucayali (U.N.U.)           | 2       |
| Dep. Municipal de Callería               | 2       |
| Deportivo Pucallpa (*)                   | 1       |
| Deportivo Bancos                         | 1       |
| Cosmos (Aguaytía)                        | 1       |
| Alianza Callao (Yarinacocha)             | 1       |
| Atlético Callao (Yarinacocha)            | 1       |
| Defensor San Alejandro (Irazola)         | 1       |
| Dep. Municipal de Purús (Pto. Esperanza) | 1       |
| Defensor Neshuya (Neshuya)               | 1       |
| Comandante Alvariño (Masisea)            | 1       |
| Dep. Municipal de Aguaytía               | 1       |
| Inter FC (Manantay)                      | 1       |
| Rauker FC                                | 1       |